# Batalla de les Termòpiles (480 aC)
|  | Aquest article tracta sobre la batalla de 480 aC. Vegeu-ne altres significats a «Batalla de les Termòpiles». |

La batalla de les Termòpiles (grec antic: Μάχη τῶν Θερμοπυλῶν, Makhe ton Thermopilon) fou un fet d'armes esdevingut l'agost o setembre del 480 aC entre una aliança de ciutats estat gregues, comandada pel rei Leònides I d'Esparta, i l'Imperi Aquemènida de Xerxes I. Fou lliurada durant tres dies en el marc de la segona invasió persa de Grècia i simultàniament amb la batalla naval d'Artemísion. Es produí al congost costaner de les Termòpiles. La invasió persa fou una resposta tardana a la derrota de la primera invasió persa de Grècia, que havia estat rebutjada per la victòria atenenca en la batalla de Marató el 490 aC. Cap al 480 aC, Xerxes havia reunit un grandíssim exèrcit i una vasta flota per conquerir Grècia. El polític i general atenenc Temístocles havia proposat que els aliats grecs barressin el pas a l'exèrcit persa al congost de les Termòpiles alhora que blocaven la flota persa als estrets d'Artemísion.
Un destacament grec d'aproximadament 7.000 homes marxà cap al nord per blocar el congost a mitjans del 480 aC. Es rumorejava que l'exèrcit persa estava format per més d'un milió de soldats. Avui en dia es considera que era molt més petit; els estudiosos recullen xifres que oscil·len entre 100.000 i 150.000 soldats. L'exèrcit persa arribà al congost a finals d'agost o principis de setembre. Els grecs, en clara inferioritat numèrica, contingueren els perses durant set dies (incloent-n'hi tres de batalla) abans que la seva rereguarda fos aniquilada en una de les darreres defenses més famoses de la història. Durant dos dies complets de batalla, les petites forces dirigides per Leònides blocà l'única via per la qual podia passar l'enorme exèrcit persa. Després del segon dia, el resident local Efialtes traí els grecs revelant als perses una sendera de pastors que conduïa darrere de les línies gregues. Leònides, conscient que les seves forces estaven a punt de ser flanquejades, feu marxar la major part de l'exèrcit grec tot quedant-se enrere per cobrir-ne la retirada amb 300 espartans i 700 tespieus. Segons diverses fonts, entre els altres grups que romangueren al congost també hi havia fins a 900 ilotes i 400 tebans. Els soldats restants lluitaren fins a la mort. Es diu que la majoria dels tebans es rendiren.
Temístocles comandava la flota grega a Artemísion quan fou informat que els perses s'havien obert pas per les Termòpiles. Atès que la seva estratègia requeria mantenir el control tant de les Termòpiles com d'Artemísion, els grecs es replegaren a Salamina. Els perses envaïren Beòcia i capturaren Atenes, que havia estat evacuada poc abans. A finals del 480 aC, la flota grega, que cercava un enfrontament decisiu amb la flota persa, vencé els invasors en la batalla de Salamina. Xerxes, tement quedar-se atrapat a Europa, emprengué el viatge de retorn a Àsia amb gran part del seu exèrcit (tot i que la majoria dels seus homes sucumbiren a la fam i les malalties en el camí de tornada) i deixà en mans de Mardoni la continuació de la guerra a Grècia. Tanmateix, l'any següent, els grecs assestaren el cop definitiu als invasors perses en la batalla de Platea.
Escriptors tant antics com moderns han utilitzat la batalla de les Termòpiles com a mostra del potencial d'un exèrcit patriòtic que defensa la seva terra. El rendiment dels defensors se cita igualment com a exemple dels avantatges de l'entrenament, l'equipament i un ús eficaç del terreny com a multiplicadors de força i ha esdevingut un símbol de coratge davant d'una dificultat que sembla insuperable.

## Context

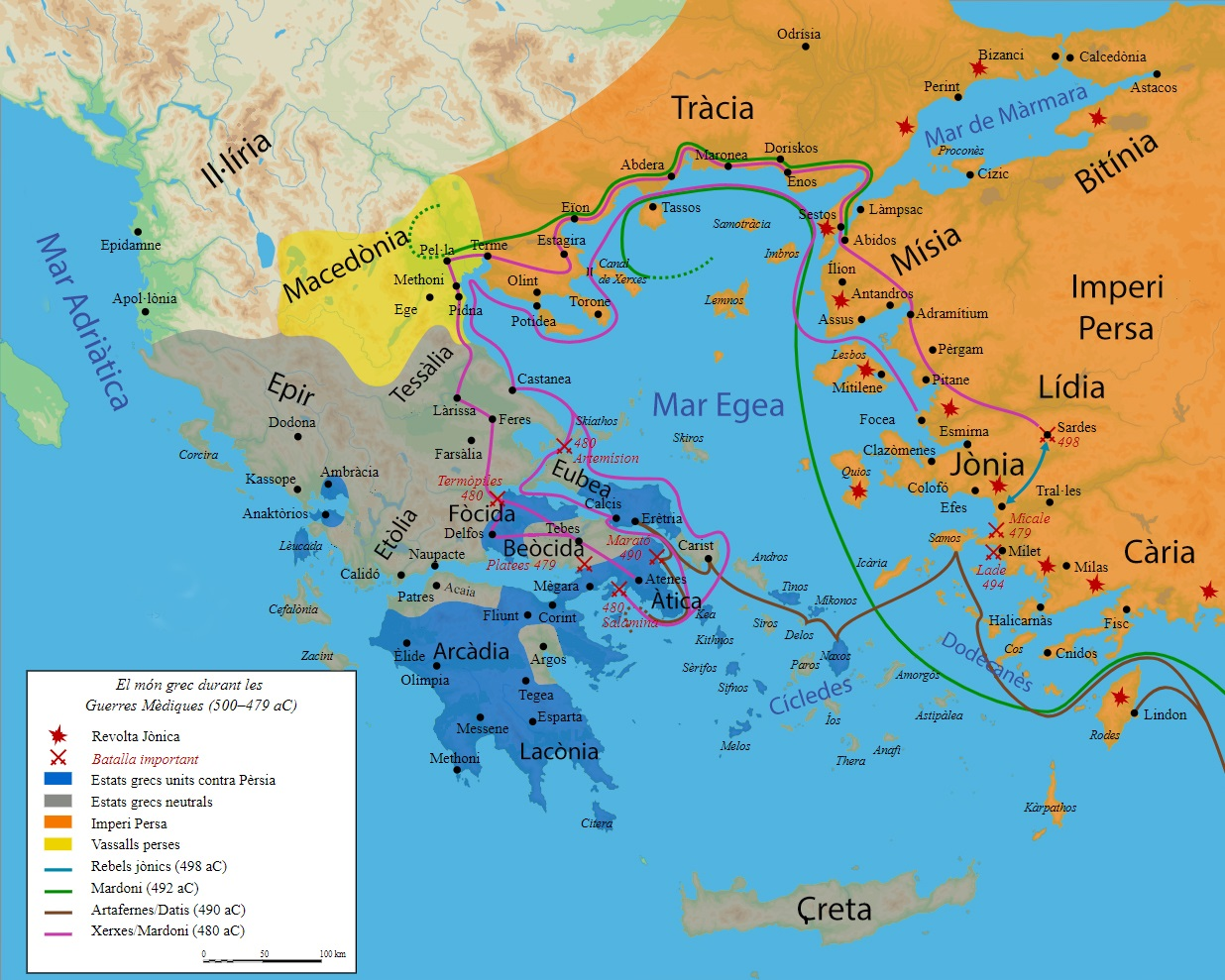
El món grec durant les Guerres Mèdiques

Les ciutats estat gregues d'Atenes i Erètria havien donat suport a la Revolta Jònica, un alçament fallit contra l'Imperi Persa de Darios I entre el 499 i el 494 aC. En aquella època, l'Imperi Persa encara era relativament jove i, per tant, propici a patir revoltes entre els seus súbdits. A més a més, Darios havia usurpat el tron i havia hagut d'esmerçar molt de temps a sufocar revoltes contra el seu govern.
Com que la Revolta Jònica havia estat una amenaça per a la integritat del seu imperi, Darios prometé solemnement que castigaria tots els que hi havien contribuït, especialment els atenencs, «perquè sabia molt bé que la seva revolta [dels jonis] no quedaria impune». Darios hi veié una oportunitat d'expandir el seu poder a la fragmentada antiga Grècia. El 492 aC, una expedició preliminar encapçalada per Mardoni consolidà el domini persa sobre les terres que portaven a Grècia, reconquerí Tràcia i reduí Macedònia a la condició d'estat client de Pèrsia.

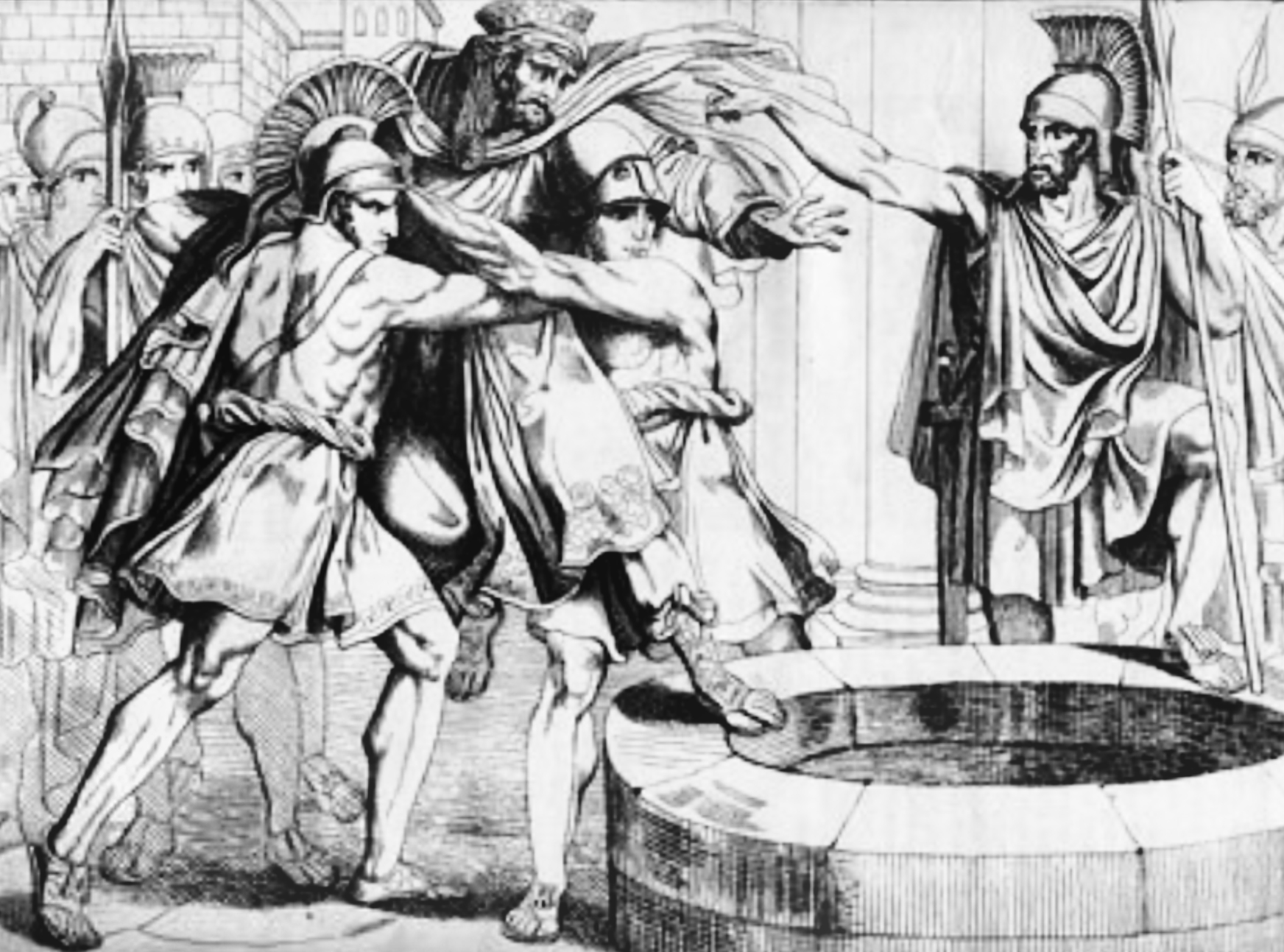
Llançament dels emissaris perses a un pou pels espartans

El 491 aC, Darios envià ambaixadors a totes les polis gregues per exigir-los un oferiment de «terra i aigua» com a símbol de submissió. La majoria de les ciutats gregues, intimidades per la demostració de força dels perses de l'any anterior, acataren el requeriment. En canvi, els atenencs sotmeteren els emissaris perses a judici i els mataren estimbant-los a un abisme, mentre que els espartans directament els llançaren a un pou. El resultat d'aquestes accions fou l'entrada en guerra d'Esparta contra Pèrsia. Tanmateix, en un intent d'apaivagar el rei dels reis, els espartans enviaren dos voluntaris a Susa, on creien que serien executats en represàlia per l'assassinat dels heralds perses.
Així doncs, el 490 aC Darios reuní un destacament amfibi comandat per Datis i Artafernes, que obtingué la submissió de les Cíclades després d'atacar Naxos. Seguidament, les forces invasores avançaren fins a Erètria, que fou assetjada i destruïda. Finalment, es dirigiren cap a Atenes i desembarcaren a la badia de Marató, on es trobaren amb un exèrcit atenenc molt més petit. Tanmateix, els atenencs se sobreposaren a la seva inferioritat numèrica per aconseguir una gran victòria en la batalla de Marató i obligar l'exèrcit persa a retirar-se a Àsia.

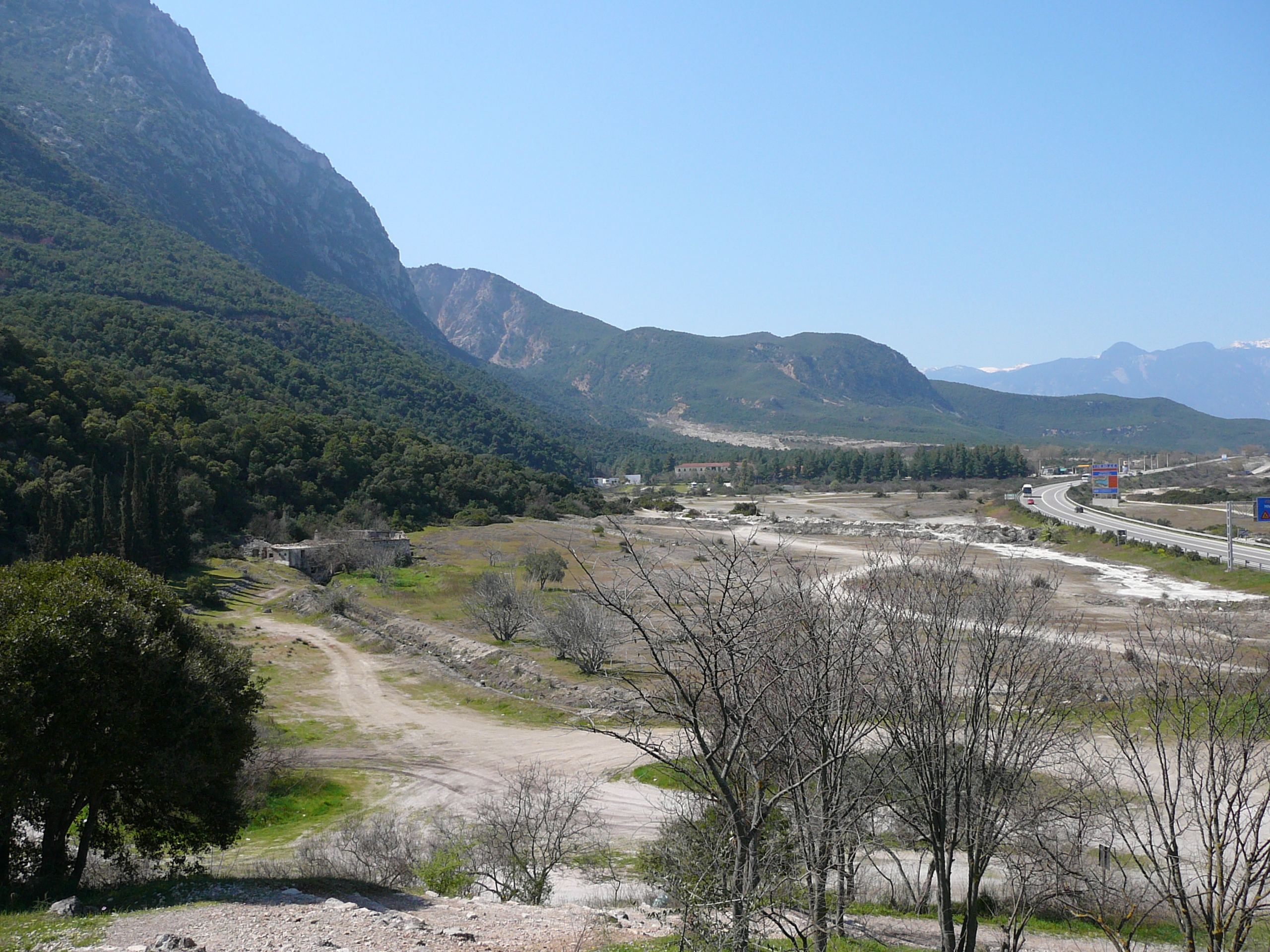
L'escenari de la batalla avui en dia, amb el Cal·lídrom a l'esquerra, una ampla plana litoral formada per l'acreció de dipòsits fluvials al llarg dels segles i la carretera de la dreta, que segueix aproximadament la línia de la costa del 480 aC.

Així doncs, Darios emprengué la formació d'un nou exèrcit gegantí amb el qual sotmetre tot Grècia, però el 486 aC els seus súbdits d'Egipte es revoltaren i es veié forçat a ajornar indefinidament la seva expedició grega. El rei dels reis morí abans de poder marxar contra Egipte i fou succeït pel seu fill, Xerxes I, que esclafà l'alçament dels egipcis i reprengué sense més dilació els preparatius per envair Grècia. Els aquemènides planificaren l'operació a llarg termini, acumularen provisions i reclutaren nous soldats per a aquesta invasió en tota regla. Xerxes decidí fer construir un pont sobre l'Hel·lespont a fi que les seves tropes poguessin travessar-lo a peu eixut i fer excavar un canal al llarg de l'istme del mont Atos (prop del qual havia naufragat una flota persa el 492 aC mentre intentava vorejar el cap en plena tempesta). Aquestes obres d'enginyeria, tremendament ambicioses, haurien estat fora de l'abast de qualsevol altre estat de la mateixa època. Una vegada acabats els preparatius, a principis del 480 aC, l'exèrcit reunit per Xerxes a Sardes emprengué la marxa cap a Europa i travessà l'Hel·lespont per sobre de dos ponts de barques. Heròdot narra que la host persa era tan gran que el riu Equidor quedà sec de tanta aigua que en begueren les tropes aquemènides. Davant de la immensitat d'aquest exèrcit, moltes ciutats gregues optaren per capitular i lliurar el tribut de terra i aigua als perses.
Els atenencs també feia anys que es preparaven per a una guerra amb els perses. El 482 aC, a iniciativa del polític Temístocles, havien decidit construir una gran flota de trirrems que tindria un paper clau en el seu conflicte amb els perses. Tanmateix, com que no tenien un efectiu suficient per plantar-los cara a terra i mar alhora, es veieren obligats a teixir una aliança de polis gregues per repel·lir els invasors. El 481 aC, Xerxes envià els seus ambaixadors arreu de Grècia per exigir «terra i aigua», ometent expressament les ciutats d'Atenes i Esparta, que es convertiren així en el nucli de la resistència. A finals de tardor del 481 aC, diverses ciutats estat es reuniren a Corint i formaren una confederació. Entre les prerrogatives d'aquesta aliança hi havia la capacitat de demanar suport i destinar tropes dels seus membres a punts defensius sempre que ho consultés anteriorment. Era un avenç notable per al món grec, tan eclèctic i caòtic com era, especialment si es té en compte el fet que moltes de les ciutats estat participants tècnicament encara es trobaven en estat de guerra.
Aquest congrés es tornà a reunir a la primavera del 480 aC. Els tessalis suggeriren que els grecs enviessin un destacament a l'estreta vall de Tempe, a la frontera de Tessàlia, per barrar el pas a Xerxes. Es destinaren 10.000 hoplites a Tempe, per on es creia que havien de transitar els perses. Tanmateix, uns dies més tard es retiraren del congost per consell d'Alexandre I de Macedònia, que els havia avisat que hi havia un altre accés a Tessàlia i que l'exèrcit aquemènida era prou gran per esclafar-los. Poc després, els grecs s'assabentaren que el rei dels reis havia travessat l'Hel·lespont.
Davant d'aquesta situació, Temístocles proposà una estratègia diferent: per arribar al sud de Grècia (Beòcia, Àtica i Peloponès), l'exèrcit de Xerxes havia de travessar les Termòpiles, un congost molt estret que els hoplites grecs podien blocar amb facilitat malgrat la seva grandíssima inferioritat numèrica. Alhora, per evitar que els perses passessin per mar, els atenencs i les flotes dels seus aliats podien blocar els estrets d'Artemísion. Els grecs reunits en congrés acordaren posar en marxa aquests plans. Tanmateix, els peloponesis es prepararen per defensar l'istme de Corint, si fes falta, mentre que les dones i els infants d'Atenes serien evacuats en massa a la ciutat peloponèsia de Trezè.

## Preludi

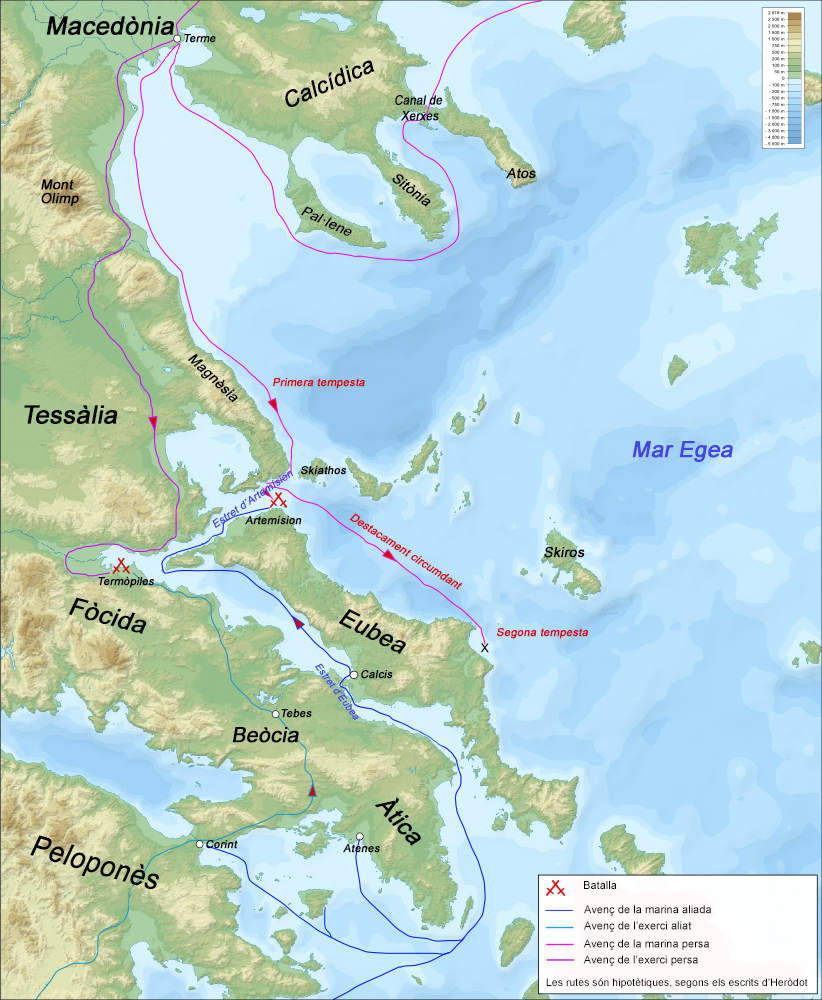
Moviments dels exercits persa i grec a les Termòpiles i Artemísion.

Sembla que l'avenç de l'exèrcit persa per Tràcia i Macedònia fou força lent. Els grecs tingueren coneixement de la imminent arribada dels perses a l'agost gràcies a un espia. Els espartans, líders de facto de l'aliança, celebraven en aquells moments les Carnees. La llei espartana prohibia les expedicions militars durant aquestes festes, motiu pel qual els lacedemonis havien arribat tard a la batalla de Marató deu anys abans. A més a més, era l'època dels Jocs Olímpics i, per tant, estava en vigor la treva olímpica. Així doncs, fer marxar tot l'exèrcit espartà a la guerra hauria estat un sacrilegi per partida doble. Aquesta vegada, els èfors dictaminaren que la situació era prou urgent per enviar un destacament a blocar el pas de les Termòpiles sota el comandament d'un dels dos reis d'Esparta, Leònides I, que aniria a les Termòpiles al capdavant de 300 homes de la guàrdia reial. Aquesta expedició havia d'intentar reunir tants soldats grecs com fos possible pel camí i esperar l'arribada del cos principal de l'exèrcit espartà.
Segons narra Heròdot, la llegenda de les Termòpiles deia que els espartans havien consultat l'Oracle de Delfos a principis de l'any i havia pronunciat el següent vaticini:
| « | Escolteu, habitants de l'extensa Esparta, o la vostre poderosa i il·lustre ciutat és arrasada per perseides o, si no, la terra de Lacedèmon plorarà la mort d'un rei de l'estirp d'Hèracles. En efecte, a l'invasor no el dominarà la força de toros ni de lleons, perquè té la potència de Zeus. Proclamo, doncs, que no s'aturarà fins a haver devorat fins als ossos un dels dos. | » |
| — | |   |

Leònides, convençut que es dirigia a una mort segura, elegí els seus soldats entre els esparciates que tenien fills. Els espartans reberen reforços de diverses ciutats de camí a les Termòpiles i, finalment, arribaren al congost amb un efectiu de més de 7.000 homes. Leònides decidí fer-se fort a la «porta central», la part més estreta de les Termòpiles, on els focis havien construït una muralla molt de temps abans. Advertit per la gent de Traquis, una ciutat propera, de l'existència d'una sendera de muntanya que permetia flanquejar el congost, Leònides hi apostà 1.000 focis per protegir-se contra aquesta eventualitat.

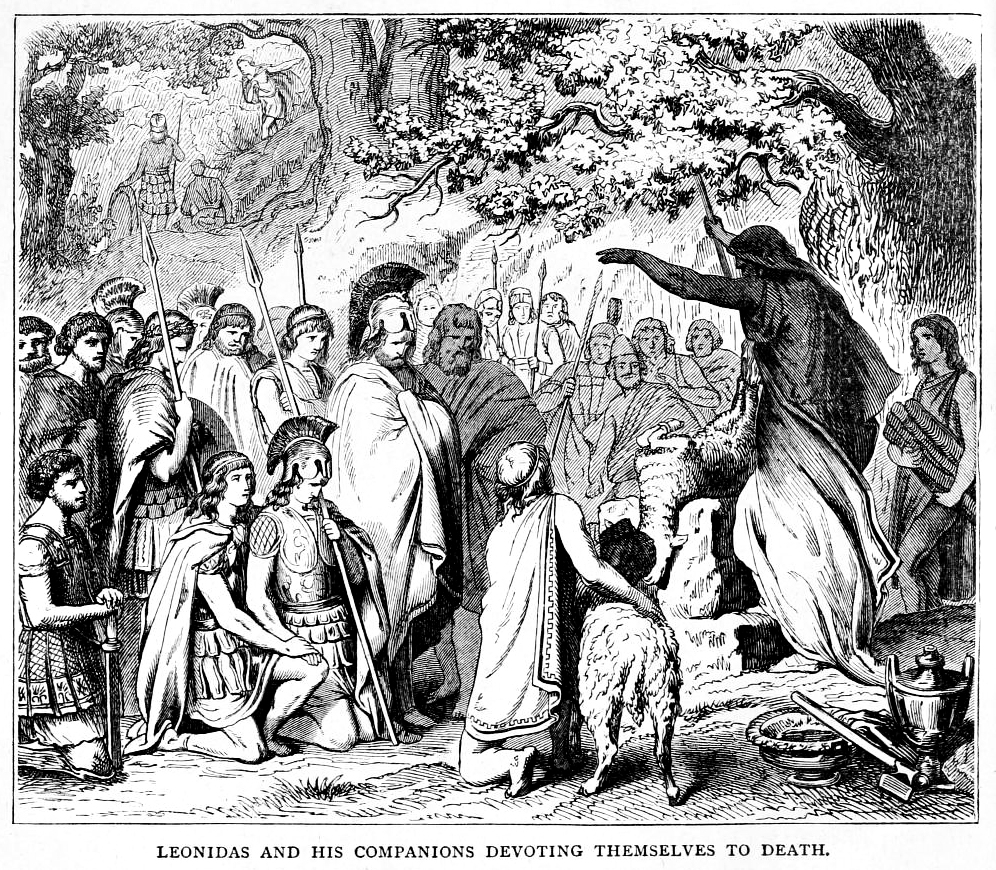
Leònides i els seus companys lliurant-se a la mort

Finalment, a mitjans d'agost, els perses foren vistos travessant el golf Malíac en direcció a les Termòpiles. Una vegada arribat l'exèrcit persa, els grecs celebraren un consell de guerra en el qual alguns peloponesis plantejaren la possibilitat de retirar-se a l'istme de Corint i muntar-hi guàrdia. Els focis i els locris, indignats perquè això significava abandonar els seus estats a la seva sort, exigiren defensar les Termòpiles tot demanant reforços a més ciutats. Leònides calmà els ànims i donà la raó als que volien romandre a les Termòpiles. Segons Plutarc, quan un soldat es planyé que «les fletxes dels bàrbars eclipsaran el sol», Leònides li respongué: «Millor! D'aquesta manera lluitarem a l'ombra!». Heròdot, en canvi, atribueix el comentari a Dièneces.
Xerxes envià un emissari a negociar amb Leònides, oferint als grecs la seva llibertat, el títol d'«amics del poble persa» i la possibilitat de traslladar-se a terres millors que les que tenien. Quan el rei d'Esparta rebutjà aquestes condicions, l'herald li entregà un missatge de Xerxes comminant-lo a lliurar les armes. La resposta de Leònides és famosa: «Molon labé» ('Vine a agafar-les'). El fracàs de les negociacions feu inevitable el conflicte. Xerxes, convençut que els grecs acabarien fugint, deixà passar quatre dies abans d'enviar finalment el seu exèrcit a atacar-los.

## Composició dels exèrcits

### Exèrcit persa

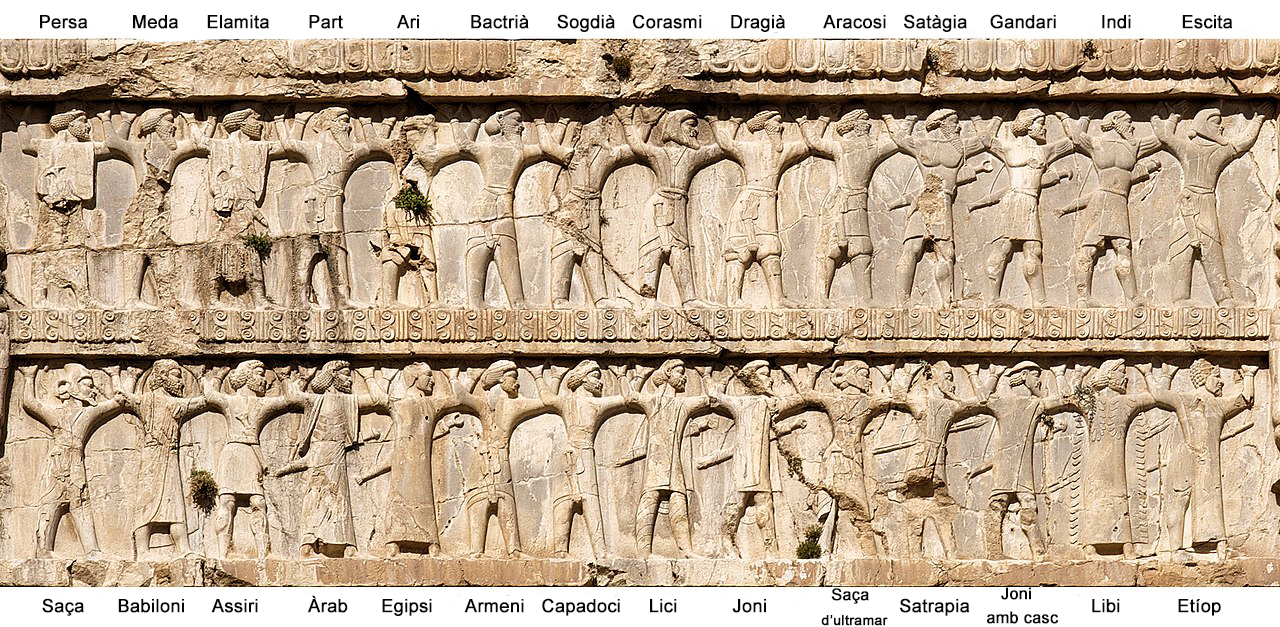
Soldats de l'exèrcit aquemènida de Xerxes I en la batalla de les Termòpiles. Tomba de Xerxes I (ca. 480 aC, Naqsh-e Rostam).

Filera superior: perses, medes, elamites, parts, aris, bactrians, sogdians, corasmis, drangians, satàgides, gandaris, indis, escites.
Filera inferior: saces, babilonis, assiris, àrabs, egipcis, armenis, capadocis, lidis, jonis, tracis, libis, etíops
El nombre de tropes reunides per Xerxes per a la segona invasió de Grècia ha estat objecte de disputes interminables, sobretot entre les fonts antigues, que avancen xifres molt altes, i els estudiosos moderns, que treballen amb xifres molt més baixes. Segons Heròdot, hi havia un total de 2,6 milions de combatents, acompanyats per un nombre comparable de personal de suport. Un poeta contemporani de la batalla, Simònides, parla de 4 milions, mentre que Ctèsies situa el nombre de soldats en uns 800.000.
Els historiadors moderns tendeixen a rebutjar les xifres avançades per Heròdot i altres fonts antigues per ser poc realistes, el resultat de càlculs erronis o exageracions de la part dels vencedors. Les estimacions modernes solen oscil·lar entre 120.000 i 300.000 i generalment es basen en una anàlisi de la capacitat logística dels perses, la sostenibilitat de les seves bases d'operacions i els límits generals del seu efectiu. Fos quina fos la mida del seu exèrcit, no hi ha cap dubte que Xerxes pretenia assegurar l'èxit de la seva expedició amb una superioritat numèrica aclaparadora tant per mar com per terra. Per tant, el nombre de tropes perses que combateren a les Termòpiles és tan incert com la mida total de les forces invasores. Per exemple, es desconeix si Xerxes conduí tot el seu exèrcit a les Termòpiles o, al contrari, si deixà guarnicions a Macedònia i Tessàlia.

### Exèrcit grec
Segons Heròdot i Diodor de Sicília, l'exèrcit grec incloïa les següents forces:
| Grup                 | Nombre segons Heròdot                  | Nombre segons Diodor de Sicília                 |
| Lacedemonis/periecs  | 900?                                   | 700 o 1.000                                     |
| Hoplites espartans   | 300                                    | 300                                             |
| Mantineus            | 500                                    | 3.000 (altres peloponesis enviats amb Leònides) |
| Tegeus               | 500                                    | 3.000 (altres peloponesis enviats amb Leònides) |
| Orcomeneus           | 120                                    | 3.000 (altres peloponesis enviats amb Leònides) |
| Altres arcadis       | 1.000                                  | 3.000 (altres peloponesis enviats amb Leònides) |
| Corintis             | 400                                    | 3.000 (altres peloponesis enviats amb Leònides) |
| Fliasis              | 200                                    | 3.000 (altres peloponesis enviats amb Leònides) |
| Micènics             | 80                                     | 3.000 (altres peloponesis enviats amb Leònides) |
| Total de peloponesis | 3.100 o 4.000                          | 4.000 o 4.300                                   |
| Tespieus             | 700                                    | -                                               |
| Melieus              | -                                      | 1.000                                           |
| Tebans               | 400                                    | 400                                             |
| Focis                | 1.000                                  | 1.000                                           |
| Locris d'Opunt       | «Totes les tropes»                     | 1.000                                           |
| Total                | 5.200 (o 6.100) més els locris d'Opunt | 7.400 (o 7.700)                                 |

Notes:
Nombre de peloponesis

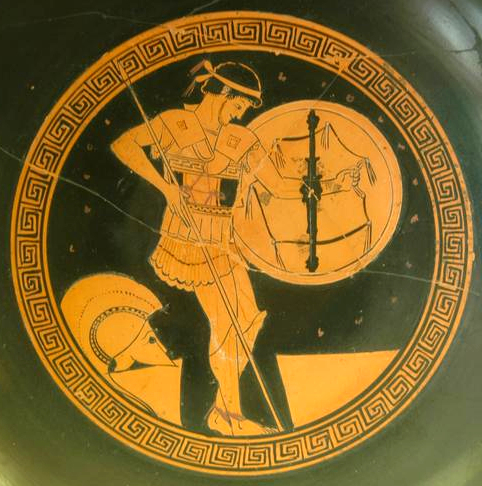
Gravat d'un hoplita del

Diodor suggereix que hi havia 1.000 lacedemonis i uns altres 3.000 peloponesis per a un total de 4.000 soldats. Heròdot concorda amb aquest nombre, citant una inscripció de Simònides que fa esment de 4.000 peloponesis. Tanmateix, en un altre fragment, compta 3.100 peloponesis a les Termòpiles abans de la batalla. Així mateix, narra que, quan Xerxes exhibí els caiguts, «també [s'hi] veien ilotes», tot i que en cap moment no parla del nombre de soldats. Per tant, aquestes xifres discordants es poden conciliar suposant que combateren en la batalla 900 ilotes (tres per cada espartà). En cas de ser-hi, no hi ha cap motiu per dubtar que els ilotes haurien complit el seu paper tradicional de criats armats d'espartans individuals. Per altra banda, els 900 soldats desapareguts d'Heròdot podrien haver estat periecs i, per tant, correspondre als 1.000 lacedemonis de Diodor.
Nombre de lacedemonis
L'ambigüitat de Diodor sobre si el seu recompte de 1.000 lacedemonis inclou els 300 espartans complica encara més les coses. En un primer moment diu que «Leònides, en ser nomenat, anuncià que només s'enduria mil homes», però seguidament narra que «hi havia 1.000 lacedemonis i 300 esparciates que els acompanyaven». Per tant, no es poden oferir xifres més precises en aquest sentit.
El relat de Pausànies concorda amb les xifres d'Heròdot (de qui probablement beu) amb una sola excepció, car menciona el nombre de locris, omès per Heròdot. Com que estaven directament exposats a l'avenç dels perses, els locris enviaren tots els seus homes capaços de portar armes a l'exèrcit grec. Segons Pausànies, eren 6.000, que sumats als 5.200 que menciona Heròdot donarien un total d'11.200.
Molts historiadors moderns afegeixen 1.000 lacedemonis i 900 ilotes als 5.200 homes que esmenta Heròdot per arribar a 7.000-7.100 soldats com a xifra estàndard, deixant de banda els melieus de Diodor i els locris de Pausànies. Hi ha moltes altres combinacions plausibles. Per altra banda, després de la retirada de la major part de l'exèrcit cap al final de la batalla tan sols quedaren uns 2.000 homes a les Termòpiles (300 espartans, 700 tespieus, 400 tebans i possiblement fins a 900 ilotes, menys les baixes dels dies anteriors). als quals cal afegir els 1.000 focis apostats a sobre del pas.

## Consideracions estratègiques i tàctiques

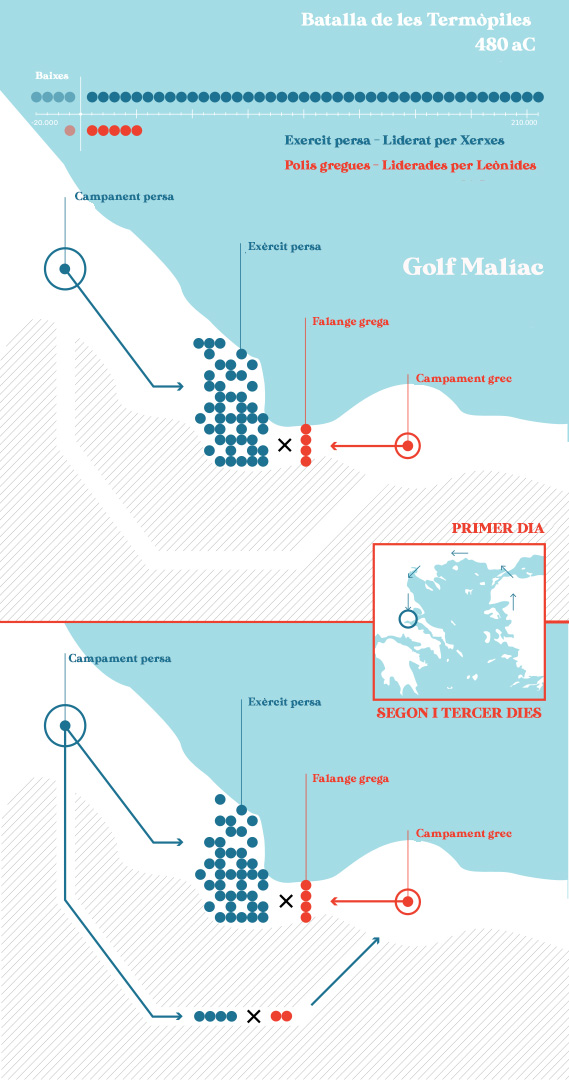
Mapa de les maniobres de la batalla

Blocar el congost de les Termòpiles era la millor opció estratègica per als grecs. Mentre fossin capaços d'evitar que els perses continuessin penetrant Grècia, no tenien cap necessitat de buscar una batalla decisiva i, per tant, es podien mantenir a la defensiva. D'altra banda, en defensar dos passos estrets com eren les Termòpiles i Artemísion, la seva inferioritat numèrica esdevenia un factor menys important. En canvi, les necessitats logístiques d'un exèrcit tan gran com el persa impedien que els aquemènides romanguessin gaire temps al mateix lloc i els confrontaven a una elecció entre retirar-se i continuar avançant. Aquesta última opció requeria assaltar les Termòpiles.
Tàcticament, les Termòpiles eren un escenari ideal per a l'estil de guerra grec. Una falange d'hoplites podia blocar el congost amb facilitat i sense risc de ser encerclada per la cavalleria enemiga. A més a més, era una posició extremament difícil d'atacar per a la infanteria persa, equipada amb armes més lleugeres. El principal punt feble dels grecs era la sendera de muntanya que conduïa a les altures paral·leles a les Termòpiles i permetia flanquejar el congost. Encara que probablement era infranquejable per a la cavalleria, la infanteria persa, molt experimentada en guerra de muntanya, podia recórrer-la sense gaire dificultat. Leònides, informat pels traquinis de l'existència de la sendera, hi apostà un destacament de focis per vigilar-la.

### Topografia del camp de batalla

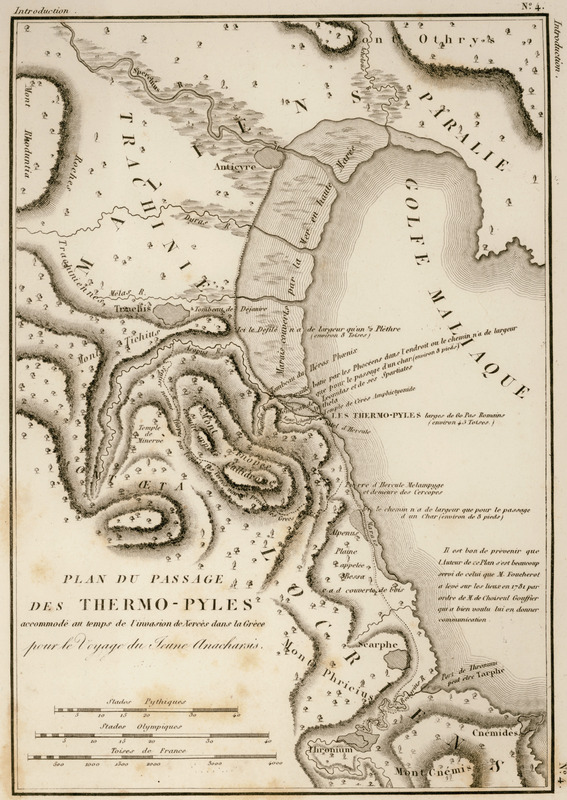
Mapa de les Termòpiles amb la línia de costa reconstruïda del 480 aC

Sovint es diu que, en aquell temps, el congost de les Termòpiles era un camí que seguia la riba del golf Malíac i que era tan estret que només permetia el pas d'un carro. En realitat, tenia una amplada d'uns 100 metres, que probablement hauria excedit les capacitats defensives dels grecs. Tanmateix, com explica Heròdot, els focis havien reforçat les defenses del congost desviant les aigües termals per inundar-ne l'accés, i el lloc per on tan sols podia passar un carro era una passarel·la que travessava el terreny negat. En un fragment posterior que descriu un intent gal d'assaltar el pas, Pausànies narra que «[c]ap dels dos bàndols no tragué profit de la cavalleria, car la superfície del congost no només és estreta, sinó que també és llisa a causa de la roca natural que la conforma, mentre que els rierols que en cobreixen la major part la fan relliscosa […] no fou possible determinar exactament quants bàrbars havien caigut, puix que molts d'ells havien desaparegut sota el fang».
A la vora nord de la via, baixant un pendent suau, hi havia el golf Malíac. Segles més tard, quan un exèrcit de gals encapçalat per Brennus intentà assaltar el pas, la poca profunditat de l'aigua feu que la flota grega tingués grans dificultats per aproximar-se prou per disparar-los projectils des dels vaixells. Al llarg del congost hi havia tres constriccions, o «portes» (pile). A la central hi havia una muralla que els focis havien construït un segle abans per defensar-se de les invasions dels tessalis.
El terreny del camp de batalla diferia molt dels paisatges als quals estaven acostumats Xerxes i les seves forces. Malgrat que el seu era un país muntanyós, els perses no estaven preparats per al relleu del país que havien envaït. Les pluges torrencials que cauen a les Termòpiles durant quatre mesos a l'any i les canícules que n'esquerden el sòl fan que sigui una zona molt accidentada. La poca cobertura vegetal que hi ha es compon de matolls espinosos de poca alçada. Els vessants que delimiten el congost estan coberts de matollars espessos amb plantes que arriben a una alçada de fins a tres metres. Encaixonats entre el mar i aquests turons escarpats i intransitables, el rei Leònides i els seus homes elegiren l'indret perfecte per enfrontar-se als perses.
Segles de sedimentació al golf Malíac han fet que avui en dia el congost estigui terra endins. L'antic camí es troba al peu dels turons que envolten la plana, flanquejat per una carretera moderna. Testimonis recents indiquen que el congost només feia 100 metres d'amplada i que les aigües arribaven fins a les portes: «Els visitants no són conscients que la batallà es lliurà just a l'altra banda de la carretera del monument». Encara és una posició defensiva natural. L'abril del 1941, durant la Segona Guerra Mundial, soldats de la Commonwealth plantaren cara a la invasió nazi a les Termòpiles.

## Batalla

### Primer dia

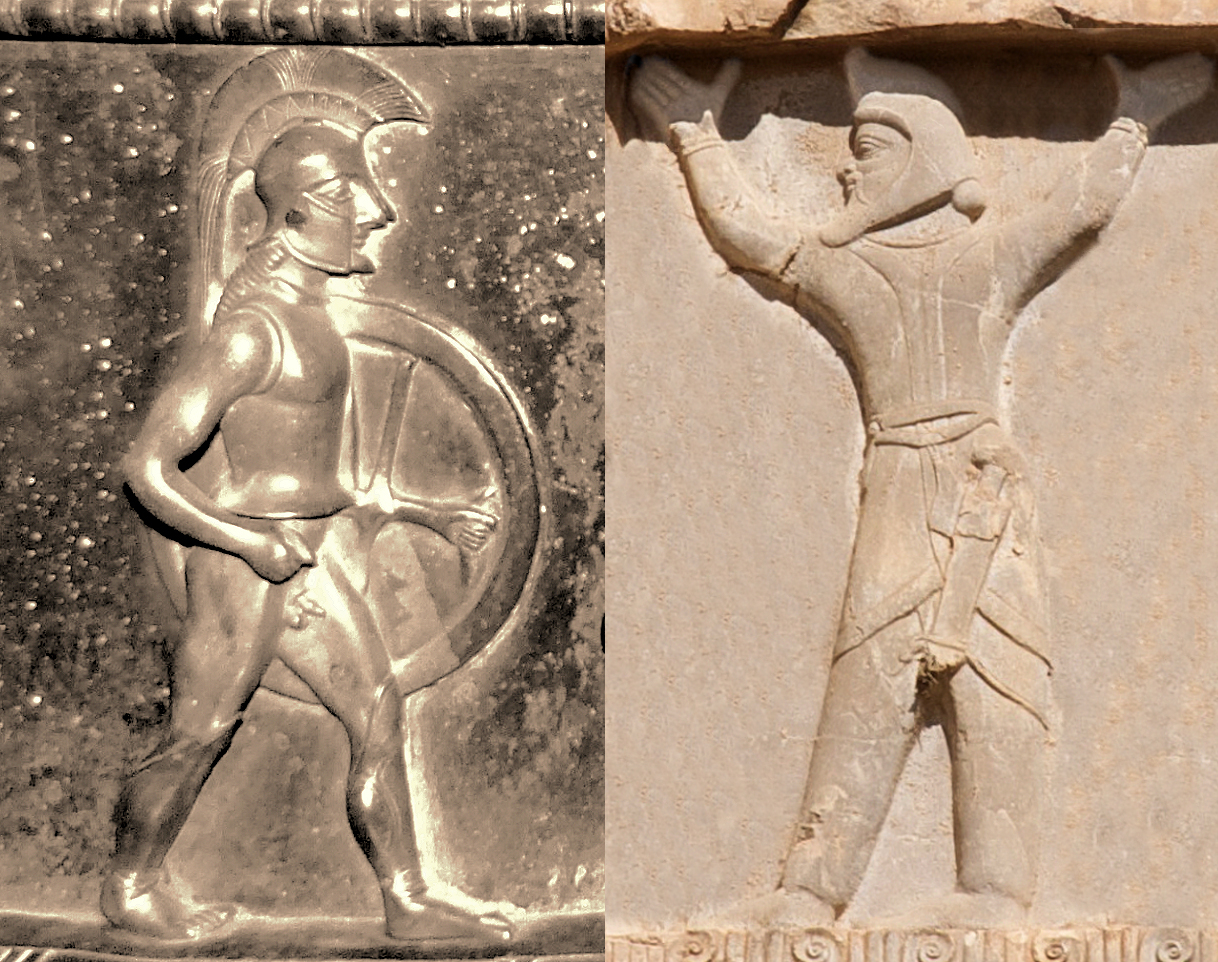
Representacions contemporànies: probable hoplita espartà (tomba de Vix, ca. 500 aC), i guerrer escita de l'exèrcit aquemènida (tomba de Xerxes I, ca. 480 aC), a l'època de la segona invasió persa de Grècia (480-479 aC)

Al cinquè dia de l'arribada dels perses a les Termòpiles, Xerxes decidí iniciar les hostilitats. En primer lloc, manà a 5.000 arquers que fessin caure una pluja de fletxes sobre els grecs, sense gaire efecte. Segons estudis moderns, els aquemènides haurien disparat des d'almenys 90 metres de distància i els escuts de fusta que portaven els grecs (de vegades coberts amb una capa molt fina de bronze) i els seus cascos de bronze haurien desviat les fletxes. Tot seguit, Xerxes envià un regiment de medes i cissis a fer presoners els defensors i portar-los davant seu. Els perses llançaren un assalt frontal en diverses onades. Els grecs combateren davant de la muralla fòcica, a la part més estreta del congost, per utilitzar el menor nombre de soldats possible. No se sap gaire cosa sobre les tàctiques; Diodor comenta que els homes estaven disposats en files compactes i que els grecs eren «superiors en valor i en la gran mida dels seus escuts». Aquesta descripció probablement es refereix a la falange grega, en la qual els homes formaven un mur d'escuts superposats i puntes de llança en capes que sobresortien entre els escuts, formació que hauria estat molt eficaç sempre que cobrís tota l'amplada del congost. Els escuts dels perses, més petits, i les seves llances i espases, més curtes, no podien competir amb els hoplites. Heròdot relata que cada esquadra grega tenia els seus propis comandants. Les unitats en combat anaven alternant-se per evitar el cansament, cosa que indica que els grecs tenien homes de sobres per blocar el congost. Els defensors mataren tants medes que es diu que Xerxes botà tres vegades del tron des del qual observava la batalla. Segons Ctèsies, la primera onada fou «tallada a trossos» sense aconseguir matar més de dos o tres espartans.
Els medes es retiraren i entraren en combat els Immortals, un cos d'elit de 10.000 homes, que tampoc no en sortiren gaire ben parats. Els espartans feien veure que es retiraven i, quan els perses queien en el parany, els grecs es giraven i abatien els enemics que els empaitaven.

### Segon dia

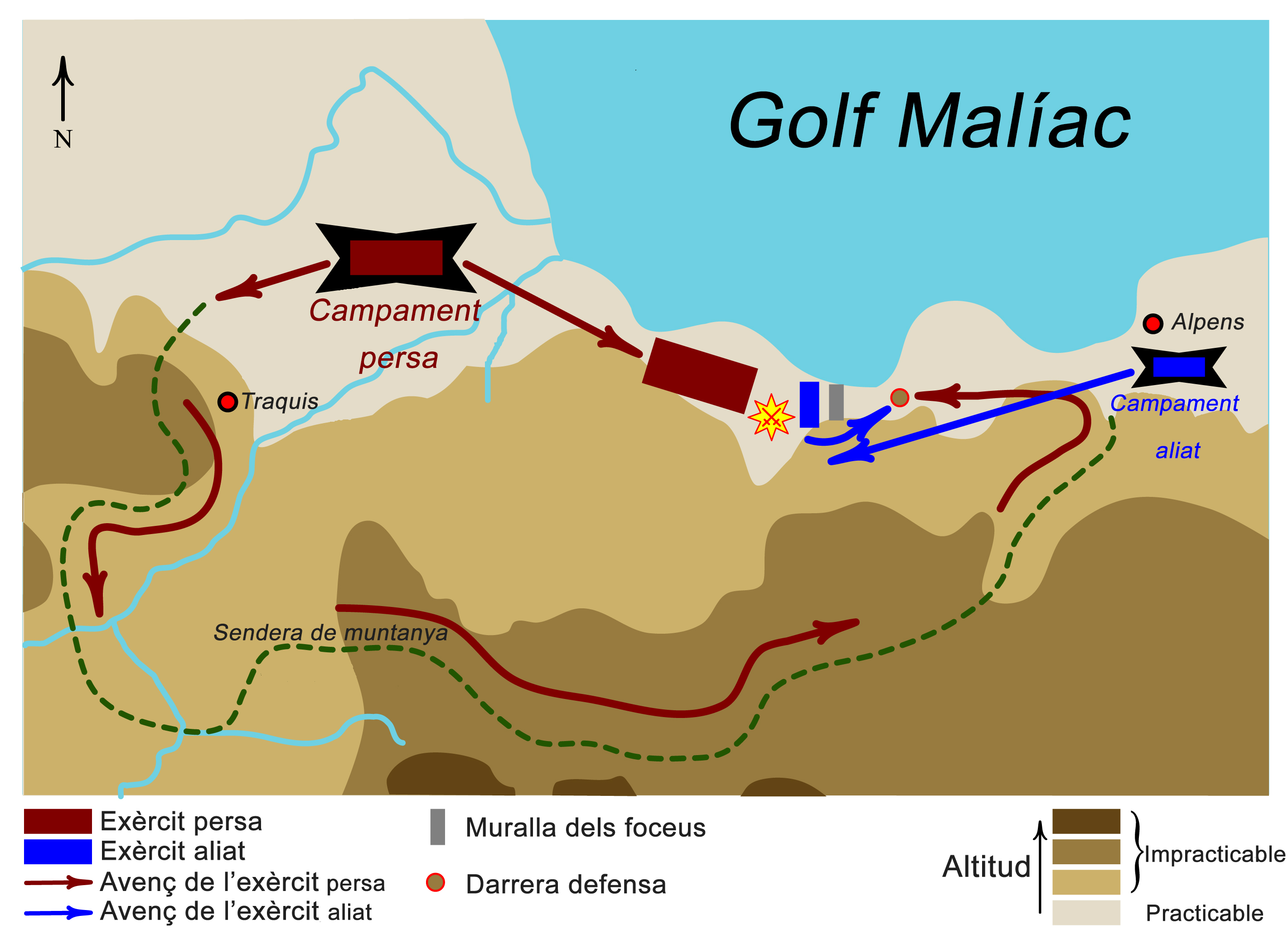
Flanc exposat per Efialtes

L'endemà, els perses llançaren una nova ofensiva, «convençuts que trobarien [els grecs] delmats per les ferides i no podrien oferir resistència». Tanmateix, no tingueren gaire més èxit que el dia anterior. Xerxes, «totalment perplex», manà aturar l'assalt.
El rei dels reis encara rumiava com respondre a aquella circumstància quan rebé una visita inesperada. Convençut que obtindria una gran recompensa, un tessali anomenat Efialtes vingué a informar-lo de la sendera que rodejava les Termòpiles i s'oferí per guiar l'exèrcit persa. Com a resultat dels seus actes, el melieu es convertí en l'arquetip del traïdor en la cultura grega.
Xerxes feu sortir el seu comandant Hidarnes i els homes que conduïa aquella mateixa nit per encerclar els grecs per la sendera. Com que el primer dia hi havia hagut moltes baixes entre els Immortals, és possible que Hidarnes anés al capdavant d'una esquadra mixta que incloïa els soldats d'elit restants. Segons Diodor, disposava de 20.000 homes per a aquesta missió. La sendera començava a l'est del camp persa i s'estenia per la carena de la muntanya Anopea, passant per darrere dels penya-segats que flanquejaven el congost. Arribat un cert punt, es bifurcava en un camí que conduïa a la Fòcida i un altre que baixava fins al golf Malíac a Alpens, la primera ciutat de Lòcrida.

### Tercer dia

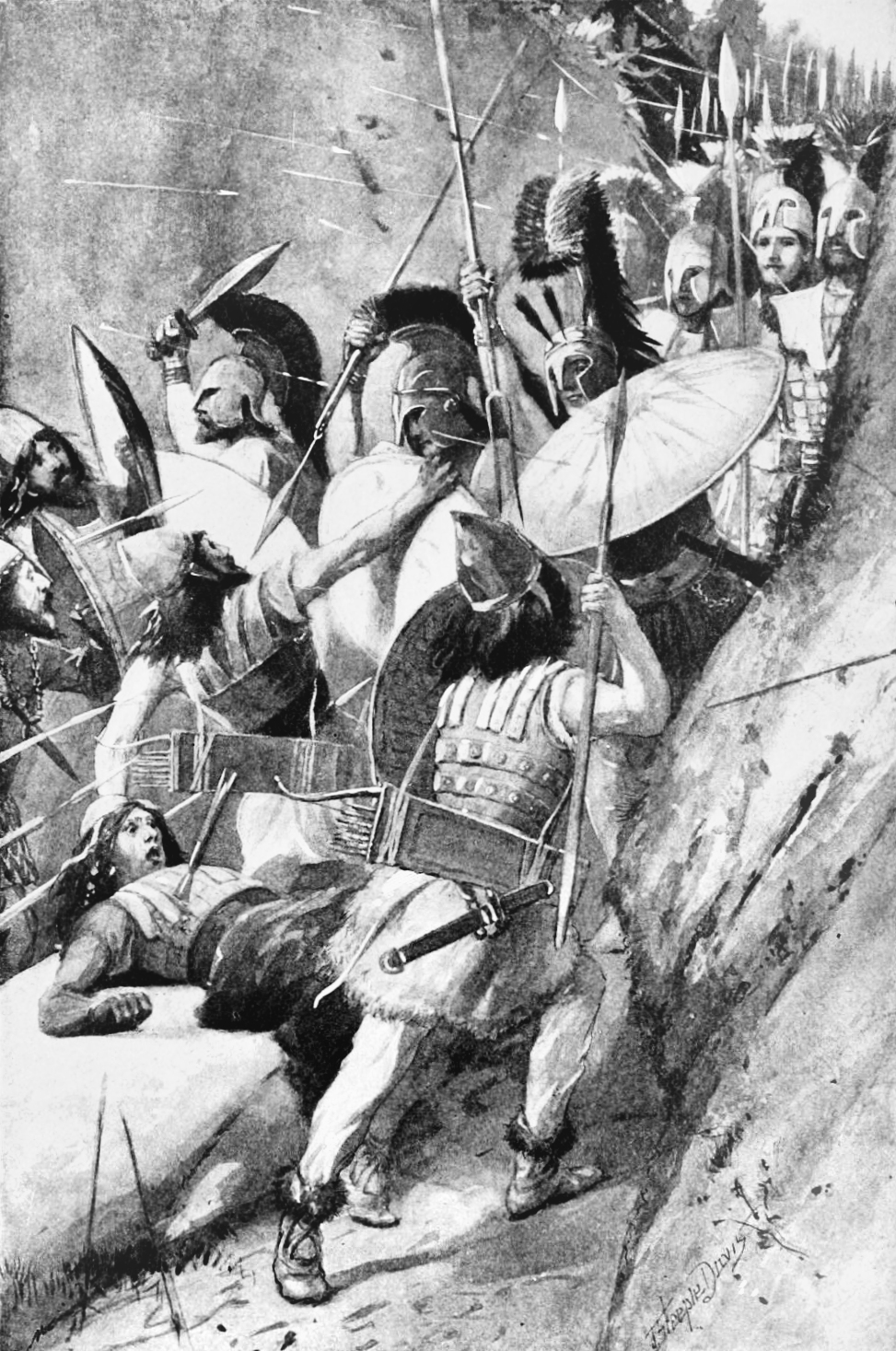
Dibuix del de John Steeple Davis, que representa el combat durant la batalla.

El tercer dia, a trenc d'alba, el soroll dels perses marxant sobre la fullaraca alertà els focis apostats a dalt de la carena, que malgrat el sobresalt no trigaren a incorporar-se. És possible que la reacció d'Hidarnes també fos de sorpresa. Temia que fossin espartans, però fou informat que no era el cas. Els focis es retiraren a un turó proper per defensar-s'hi, convençuts que els perses havien vingut a atacar-los a ells. Tanmateix, com que els invasors tenien pressa, simplement els dispararen una ràfega de fletxes abans de tornar-se a posar en marxa per completar l'encerclament del grup grec principal.
Informat per un corredor que els focis no havien custodiat el pas, Leònides convocà un consell de guerra a l'alba. Segons Diodor, qui avisà els grecs fou Tirrastíades, un desertor persa originari de Cime. Alguns grecs plantejaren la possibilitat d'abandonar la posició, però Leònides decidí restar-hi amb els seus espartans. En adonar-se que el seu exèrcit havia estat encerclat, Leònides permeté als seus aliats que marxessin. Molts grecs es dispersaren i tornaren a les seves ciutats, però uns dos mil soldats es quedaren a lluitar al costat dels espartans. Conscients que aviat moririen, sortiren a camp obert i llançaren un atac frontal contra els perses. Arribat aquest punt, la majoria de les esquadres gregues es retiraren, fos per voluntat pròpia o seguint les ordres de Leònides (Heròdot reconeix que no és del tot clar). El 700 tespieus, amb el general Demòfil al capdavant, es negaren a recular. Els 400 tebans i, probablement, els ilotes que acompanyaven els espartans tampoc no se n'anaren.
Les accions de Leònides han estat molt debatudes. Sovint es diu que les lleis d'Esparta no permetien que els lacedemonis abandonessin el camp de batalla, tot i que és igual de possible que fossin precisament els fets de les Termòpiles els que originaren la idea que els espartans mai no reculaven. Una altra opció és que Leònides, recordant el vaticini de l'Oracle de Delfos, hagués estat determinat a sacrificar-se a fi de protegir la seva ciutat. El més probable és que el seu objectiu fos cobrir la retirada de les altres esquadres. Si tots els grecs abandonaven el congost sense deixar-hi una rereguarda per entretenir l'enemic, la cavalleria persa ho tindria molt fàcil per empaitar-los i massacrar-los a camp obert, mentre que si es quedaven on eren aviat serien encerclats i tard o d'hora serien anihilats fins a l'últim home. Així doncs, cobrir la retirada dels altres grecs era l'única opció que permetia a Leònides salvar més de 3.000 soldats, que podrien tornar a plantar cara als invasors en altres batalles.
Els tebans també han estat objecte de discussió. Heròdot suggereix que Leònides els havia portat a la batalla com a ostatges per assegurar-se la lleialtat de Tebes. Tanmateix, com ja observà Plutarc, aquesta explicació no encaixa amb el fet que es quedaren a les Termòpiles en lloc de retirar-se juntament amb els altres grecs. El més probable és que fossin «legitimistes» que, a diferència de la majoria de tebans, no feien costat als aquemènides, sinó que havien anat a les Termòpiles per voluntat pròpia i lluitaren fins al final perquè sabien que de totes maneres no podrien tornar a la seva ciutat si Beòcia arribava a caure en mans dels perses.
Els tespieus tampoc no tenien cap intenció de cedir davant de Xerxes malgrat que Tèspies ja havia estat evacuada. Sembla que decidiren romandre al congost com a acte de sacrifici, elecció especialment increïble si es té en compte que tots els homes capaços de portar armes de la ciutat eren a les Termòpiles. És possible que aquesta mena d'accions fos un tret característic dels tespieus, car es coneixen dues altres ocasions en les quals entaularen el combat sabent que els esperava una mort segura.

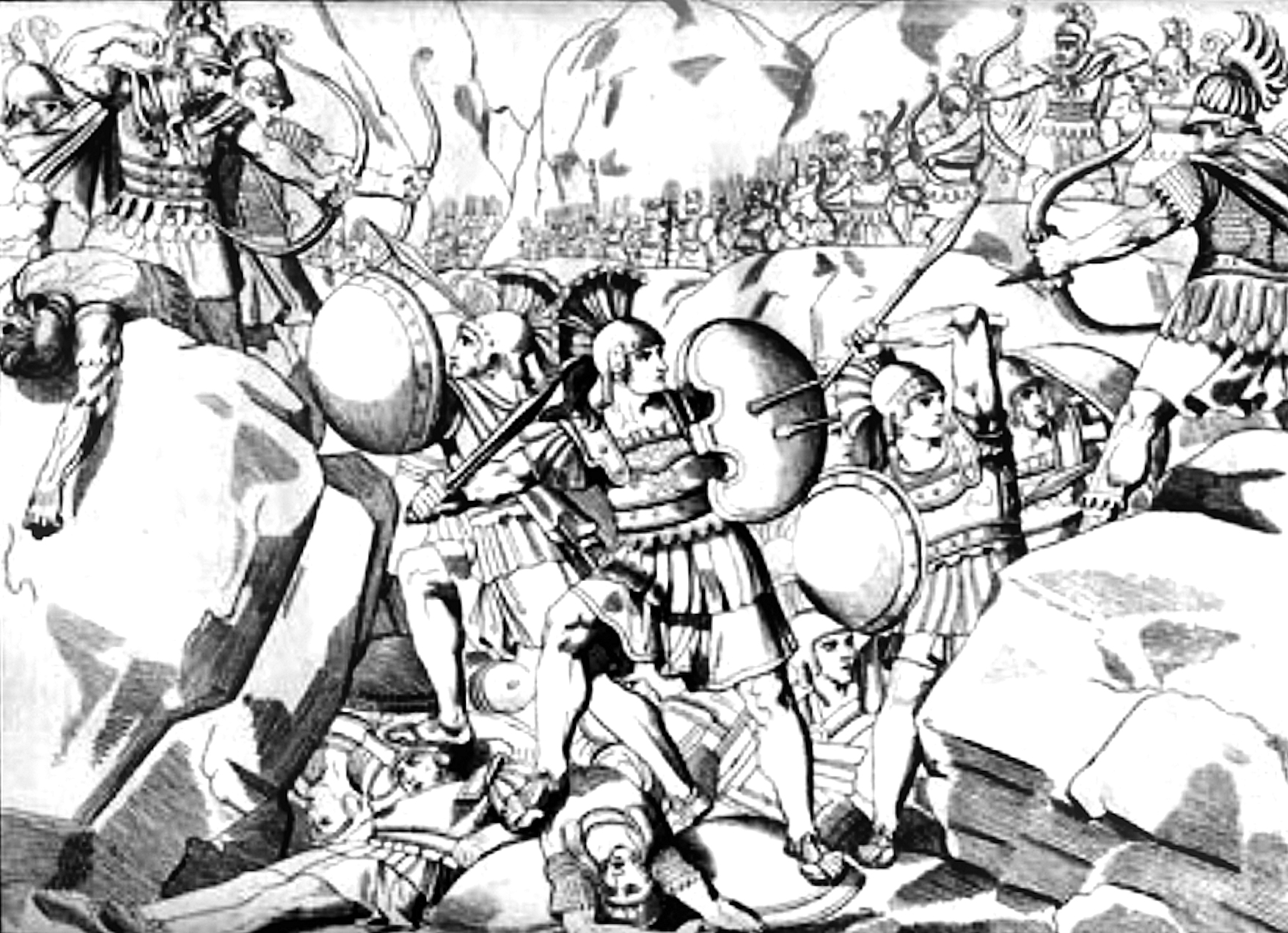
Espartans envoltats de perses

En sortir el sol, Xerxes dugué a terme libacions i, després d'aturar-se un moment a fi que els Immortals tinguessin temps de baixar de la muntanya, inicià el seu avanç. Una onada de 10.000 soldats de peu i cavallers perses envestí el front de la formació grega. Aquesta vegada, els grecs sortiren a enfrontar-se als perses a la part més ampla de les Termòpiles en un intent de matar-ne tants com poguessin. Es defensaren amb les llances fins que se'ls trencaren i seguidament lluitaren amb les espases curtes. Heròdot narra que Abròcomes i Hiperantes, germans de Xerxes, caigueren en combat. L'assalt final també es cobrà la vida de Leònides, que fou abatut pels arquers perses. Els dos bàndols lluitaren per la possessió del seu cos fins que finalment els grecs se l'endugueren. En veure que s'acostaven els Immortals, els grecs recularen i es feren forts en un turó situat darrere de la muralla. En aquest moment, els tebans se separaren dels altres grecs i es dirigiren als perses amb les mans esteses, tot i que alguns d'ells foren morts abans d'acceptar-ne la rendició. A més a més, el rei dels reis feu marcar els presoners tebans amb els estigmes reials una vegada acabada la batalla. Pel que fa als altres defensors, Heròdot diu:
| « | En aquesta posició, doncs, es defensaven a espasa aquells que havien tingut la sort de conservar-la, i fins i tot a cops de puny i mossegades […] | » |
| — | |   |

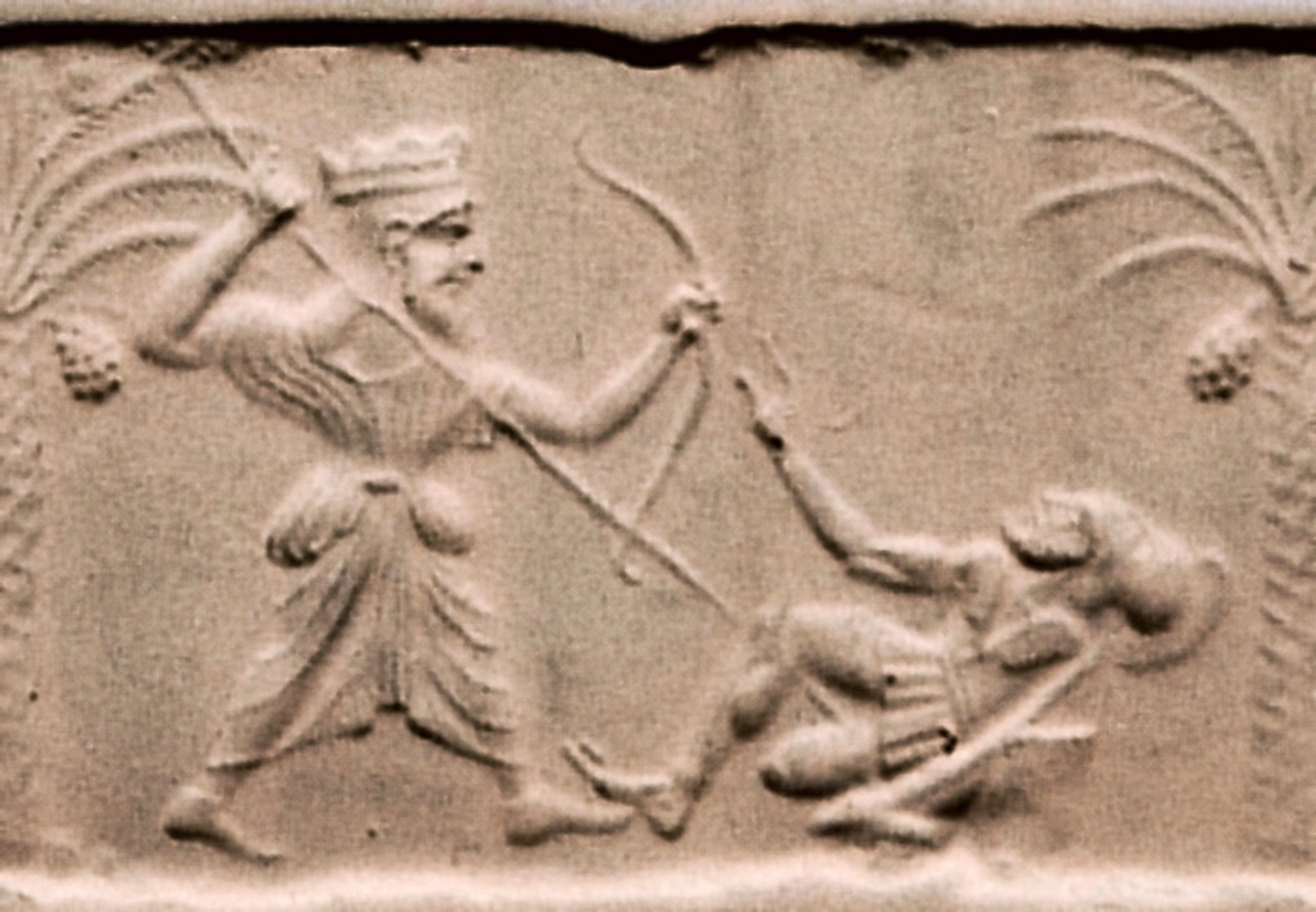
Rei dels reis matant un hoplita grec. Impressió d'un segell cilíndric esculpit cap al 500-475 aC, en temps de Xerxes.

Una vegada ensorrada part de la muralla, Xerxes manà als seus homes que envoltessin el turó. Els perses no deixaren de disparar ràfegues de fletxes fins que tots els grecs jeien morts. El 1939, l'arqueòleg Spirídon Marinatos descobrí una gran quantitat de puntes de fletxa de bronze al turó de Kolonós. Abans d'aquesta troballa, es creia que els grecs havien caigut en un turó més petit i més proper a la muralla.
Segons Heròdot, el preu que pagaren els aquemènides per obrir-se pas per les Termòpiles fou de 20.000 morts. Al bàndol oposat, la rereguarda grega fou anihilada, per un total d'unes 2.000 baixes comptant els soldats morts durant els dos primers dies. Malgrat que Heròdot diu que caigueren 4.000 grecs, és un nombre poc versemblant, car voldria dir que moriren pràcticament tots els soldats grecs presents a les Termòpiles (sense comptar els focis que custodiaven la sendera, puix que Heròdot deixa entendre que no perderen la vida).

## Conseqüències

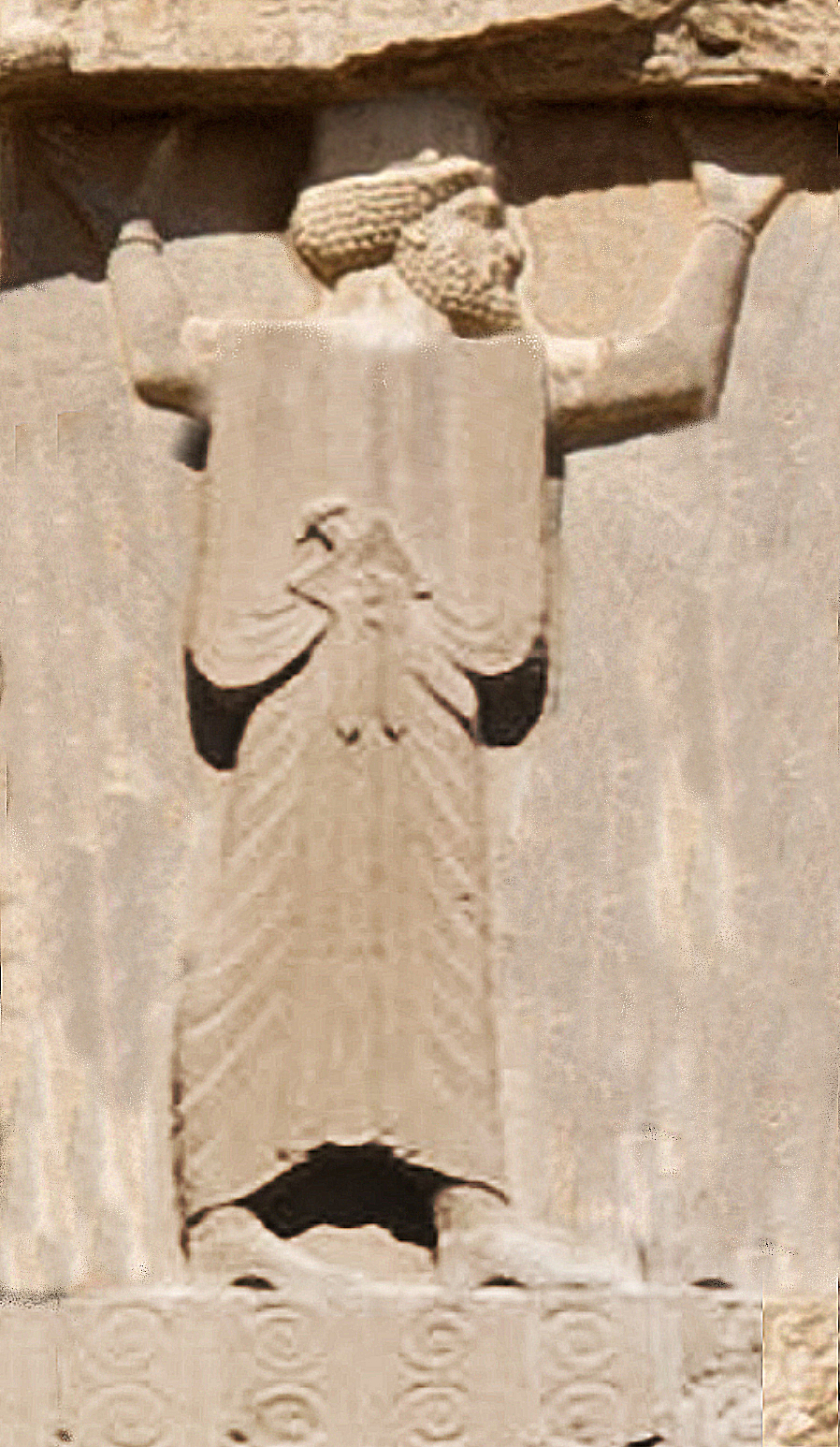
Soldat persa durant la segona invasió aquemènida de Grècia

Acabada la batalla, Xerxes, enfurismat, feu decapitar i crucificar el cos de Leònides. Heròdot observa que no era un comportament gens habitual en els perses, que acostumaven a honorar els «guerrers valents» (com ho havien fet, per exemple, quan capturaren el mariner Pítees prop d'Escíatos abans de la batalla d'Artemísion). Tanmateix, Xerxes era conegut pel seu mal geni i es diu que anteriorment havia manat fuetejar l'Hel·lespont com a càstig per no obeir-lo.
Una vegada els perses ja havien abandonat la contrada, els grecs reuniren els seus morts i els enterraren al turó, on després del fracàs de la invasió persa s'erigiria un lleó de pedra en commemoració de Leònides. 40 anys després de la batalla, els ossos de Leònides foren retornats a Esparta, on fou enterrat de nou amb tots els honors i cada any se celebraven jocs funeraris en record seu.
Com que els perses havien aconseguit obrir-se pas pel congost, ja no calia que la flota grega continués blocant els estrets d'Artemísion. La batalla naval d'Artemísion, lliurada al mateix temps que l'enfrontament de les Termòpiles, acabà en empat tàctic i les naus gregues es pogueren retirar ordenadament al golf Sarònic, on ajudaren a transportar els ciutadans atenencs que encara quedaven per evacuar a Salamina.

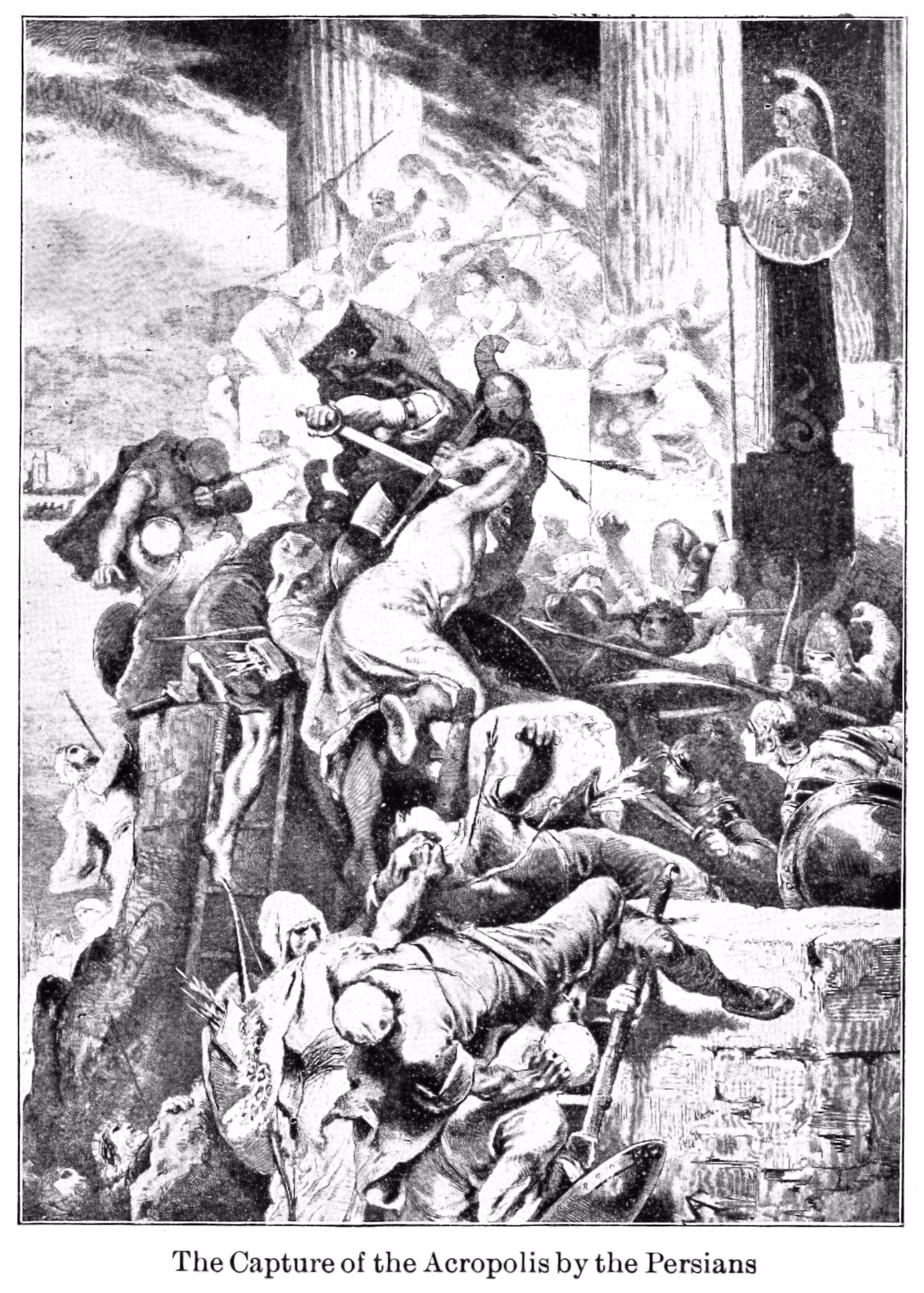
Presa de l'Acròpoli i destrucció d'Atenes pels aquemènides després de la batalla de les Termòpiles

Els aquemènides procediren a saquejar i calar foc a Platea i Tèspies, les ciutats beòcies que encara es resistien, i tot seguit es dirigiren a Atenes, que ja havia estat evacuada, i arrasaren la ciutat. Mentrestant, els grecs que es preparaven per defensar l'istme de Corint (en la seva major part peloponesis) blocaren amb terraplens l'única ruta que el travessava i hi construïren una muralla. Igual que a les Termòpiles, l'èxit d'aquesta estratègia depenia de la capacitat de la flota grega de barrar el pas a l'estol persa al golf Sarònic per evitar un desembarcament directe dels aquemènides al Peloponès. Tanmateix, el general Temístocles convencé els grecs que calia passar a l'atac. Les naus gregues pararen una trampa a les perses als estrets de Salamina i els infligiren una derrota sense pal·liatius que esvaí definitivament l'amenaça que planava sobre el Peloponès.
Tement que els grecs destruïssin els ponts que havia fet construir a l'Hel·lespont i li tallessin la retirada, Xerxes emprengué el viatge de retorn a Àsia amb gran part del seu exèrcit, tot i que la majoria dels seus homes sucumbiren a la fam i les malalties en el camí de tornada. El rei dels reis deixà a Grècia un destacament escollit amb cura sota el comandament de Mardoni per completar-ne la conquesta l'any següent. Tanmateix, els peloponesis cediren a les pressions dels atenencs per intentar forçar Mardoni a presentar batalla i marxaren cap a l'Àtica. El general persa, per la seva banda, es replegà a Beòcia per fer sortir els grecs a camp obert. Finalment, els dos exèrcits es trobaren prop de Platea, on els grecs obtingueren una victòria decisiva en la qual eliminaren la major part de les forces aquemènides i posaren fi a la invasió. La destrucció de moltes de les naus perses restants en la batalla de Mícale, entaulada gairebé al mateix moment, dissipà encara més el temor d'una nova invasió.

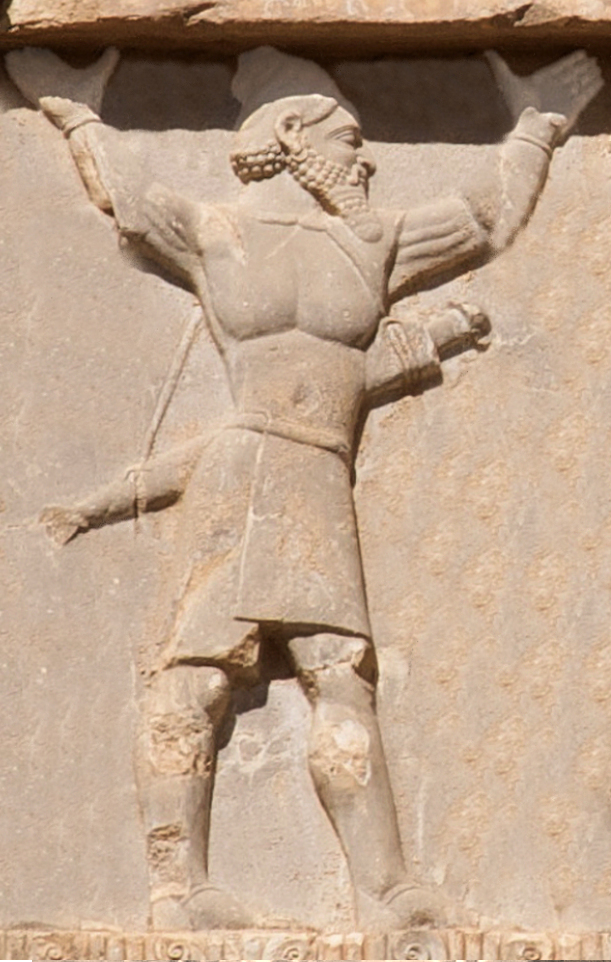
Soldat indi de l'exèrcit aquemènida cap al 480 aC. Tomba de Xerxes I. Heròdot narra que els indis participaren en la segona invasió persa de Grècia.

La batalla de les Termòpiles és probablement la més famosa de la història antiga d'Europa i ha estat esmentada moltes vegades en la cultura antiga, moderna i contemporània. A Occident, els grecs són lloats pel seu rendiment en la batalla. Tanmateix, no hi ha cap dubte que el resultat fou una desfeta grega. Sembla evident que l'estratègia dels grecs era contenir els perses a les Termòpiles i Artemísion i, en tot cas, és poc versemblant que tinguessin previst cedir tot Beòcia i Àtica als aquemènides. Malgrat la seva clara inferioritat numèrica, la posició dels grecs a les Termòpiles era gairebé inexpugnable. Si haguessin resistit ni que fos una mica més, és possible que la manca d'aigua i aliments hagués forçat els perses a retirar-se. Encara que patiren un nombre considerable de baixes, la victòria estratègica fou dels perses, que aconseguiren obrir-se pas. Per altra banda, el fet que la major part dels soldats grecs arribessin a retirar-se sans i estalvis també es pot considerar un èxit. La batalla fou la demostració que, fins i tot en condicions de gran inferioritat numèrica, els grecs eren capaços de plantar cara als perses. La gloriosa derrota convertí Leònides i els seus homes en màrtirs i fou tot un revulsiu per als altres soldats grecs que combatien la segona invasió persa.
De vegades es diu que l'enfrontament fou una victòria pírrica dels perses. Tanmateix, Heròdot no diu en cap moment que les forces aquemènides el veiessin com a tal. La teoria de la victòria pírrica ignora el fet que els perses procediren a conquerir la major part de Grècia després de la batalla i que encara combatien a Grècia un any més tard. L'última defensa dels espartans ni tan sols no serví per guanyar temps, car el retard de diverses setmanes entre les Termòpiles i Salamina és completament imputable a la meticulositat amb la qual Xerxes anà reduint l'oposició grega a la Fòcida i Beòcia. La majoria dels tractats acadèmics moderns sobre les guerres mèdiques tendeixen a destacar l'èxit de Xerxes en el seu assalt de la posició gairebé inexpugnable dels grecs i la seva posterior conquesta de la major part de Grècia. Per exemple, Cawkwell relata que «assolí els seus objectius tant a terra com al mar, i la gran invasió començà amb molt bon peu […] Xerxes tenia molts motius per estar satisfet», mentre que Lazenby parla d'una desfeta «desastrosa» per als grecs.
Per tant, la fama de la batalla de les Termòpiles és deguda principalment a l'exemple inspirador que representa: els heroics soldats de la rereguarda grega no abandonaren la seva posició tot i tenir clar que els costaria la vida. Des d'aleshores, els fets de les Termòpiles han estat objecte de grans elogis: «ni les quatre victòries germanes, les més belles mai vistes sota el sol —la de Salamina, Platea, [Mícale] i Sicília— podrien gosar plegades a comparar tota la seva glòria amb la derrota del rei Leònides i el seu exèrcit al còrrec de
les Termòpiles». Un altre motiu és l'exemple que donaren com a homes lliures que lluitaven pel seu país i la seva llibertat. Encara que aquest contrast entre «homes lliures» i «esclaus» és una visió molt simplista del conflicte entre grecs i perses, puix que hi ha molts exemples en sentit contrari, són molts els autors que s'han referit a la batalla de les Termòpiles en aquests termes.
Malgrat que l'enfrontament no tingué un impacte decisiu sobre el desenllaç de la invasió persa, el transcurs dels dos primers dies de la batalla de les Termòpiles permet treure diverses conclusions importants. El rendiment dels defensors se cita com a exemple dels avantatges de l'entrenament, l'equipament i un ús eficaç del terreny com a multiplicadors de força.

## Llegat

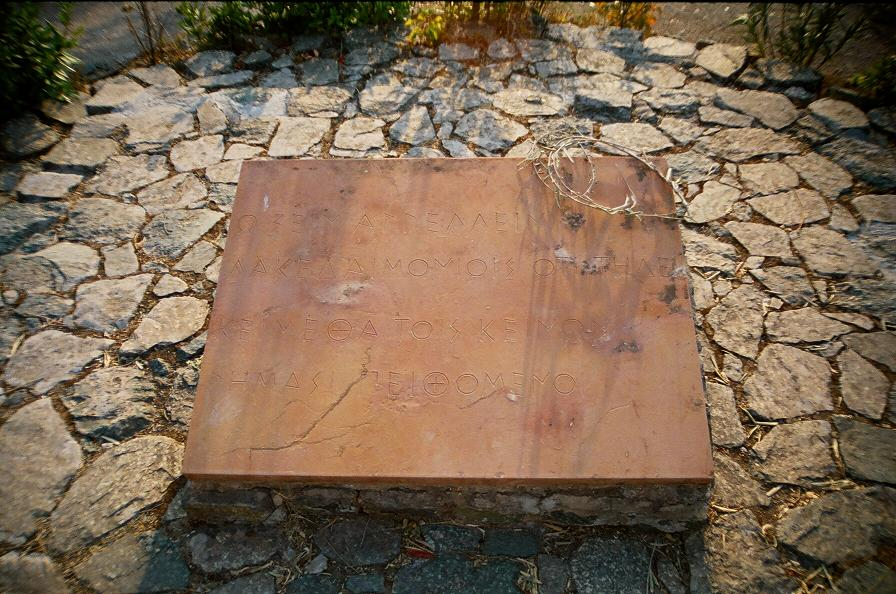
Epitafi amb l'epigrama de Simònides

Un epigrama molt conegut, generalment atribuït a Simònides, fou gravat com a epitafi en una làpida commemorativa erigida al cim del túmul funerari dels espartans a les Termòpiles, que és el mateix turó on caigueren els últims d'ells. La làpida original no s'ha conservat, però el 1955 es tornà a gravar l'epitafi en una de nova. El text que recull Heròdot és:
| « | Ὦ ξεῖν', ἀγγέλλειν Λακεδαιμονίοις ὅτι τῇδε κείμεθα, τοῖς κείνων ῥήμασι πειθόμενοι. | Estranger, anuncia als lacedemonis que aquí jaiem per haver obeït els seus mandats. | » |

Es tracta d'un dístic elegíac, metre habitual en epitafis, i d'un exemple de brevetat lacònica, que dona peu a diverses interpretacions. A l'antiga Grècia, tothom sabia que tots els espartans destacats a les Termòpiles (excepte Aristodem i Pantites) hi havien perdut la vida. L'epitafi juga amb la idea que no n'havia quedat cap per tornar a Esparta a explicar les seves gestes. Era molt habitual que els epitafis grecs apel·lessin a la simpatia del lector (sempre anomenat «estranger»), però aquest va molt més enllà i li demana que vagi personalment a Esparta a portar la notícia que les forces espartanes foren anihilades. Així mateix, li prega que deixi ben clar que els espartans caigueren obeint «els seus mandats».
| Selecció de referències a la batalla de les Termòpiles en la literatura                                          | | |
| Autor i obra | Versió original | Traducció |
| Ciceró | "Exercitus noster est magnus," Persicus inquit, "et propter numerum sagittarum nostrarum caelum non videbitis!" Tum Lacedaemonius respondet: "In umbra, igitur, pugnabimus!" Et Leonidas, rex Lacedaemoniorum, exclamat: "Pugnate cum animis, Lacedaemonii; hodie apud umbras fortasse cenabimus!" | «El nostre exèrcit és gran», diu el persa, «i les nostres fletxes tan nombroses que us taparan el cel!» L'espartà contesta: «Aleshores lluitarem a l'ombra!» I Leònides, rei dels lacedemonis, exclama: «Lluiteu amb ànims, lacedemonis; avui potser soparem amb esperits!» |
| Lord Byron, al seu poema The Islands of Greece ('Les illes de Grècia')                                           | Earth! render back from out thy breast A remnant of our Spartan dead! Of the three hundred grant but three, To make a new Thermopylæ! | Terra! retorna'ns de dins teu Un vestigi dels nostres morts espartans! Encara que dels tres-cents tan sols en siguin tres, Per fer unes noves Termòpiles! |
| Konstandinos Kavafis, poeta grec d'Alexandria, dedicà a la batalla un dels seus poemes més coneguts, Termòpiles. | Τιμή σ' εκεινους όπου στην ζωή των ώρισαν να φυλάγουν Θερμοπύλες. Πότε από το χρέος μη κινούντες΄ δίκαιοι κ' ίσοι,σ'ολες των τες πράξεις, αλλά με λύπη κιόλας κ' ευσπλαχνία, γενναίοι οσάκις είναι πλούσιοι κι όταν είναι πτωχοί, πάλ' εις μικρόν γενναίοι, πάλι συντρέχοντες, όσο μπορούνε΄ πάντοτε την αλήθεια ομιλούντες, πλην χωρίς μίσος για τους ψευδωμένους. Και περισσότερη τιμή τους πρέπει όταν προβλέπουν (και πολλοί προβλέπουν) πως ο Εφιάλτης θα φανεί στο τέλος, και οι Μήδοι επί τέλους θα διαβούνε. | Honor a aquells, qui siguin, que llur vida han termenat i en guarden les Termòpiles. Mai d'allò que és el deure no movent-se; justos i equitatius en tots llurs actes, però amb simpatia i bona entranya; generosos si mai són rics, i quan són pobres en la mica generosos, més: acorrent tant com els és possible; dient la veritat sempre que parlen, tret que sense odi contra els qui menteixen. I encara més honor els és deguda quan preveuen (i molts de fet preveuen) com ja vindrà que surt un Efialtes i els medes a la fi vindrà que passen. |
| Luís Vaz de Camões, a Els Lusíades                                                                               | Ou quem, com quatro mil Lacedemónios, O passo de Termópilas defende […] | O qui, amb quatre mil lacedemonis, El pas de les Termòpiles defensa […] |
| Rafael Núñez, a l'Himne nacional de Colòmbia                                                                     | La patria así se forma Termópilas brotando; constelación de Cíclopes su noche iluminó | La pàtria així es forma Termòpiles brotant; constel·lació de Cíclops la seva nit il·luminà |

El relat Wanderer, kommst du nach Spa…, del premi Nobel alemany Heinrich Böll, reprèn la primera línia de l'epigrama al títol. Al cementiri militar polonès de Monte Cassino hi ha inscrita una versió de l'epigrama.
John Ruskin descrigué la importància d'aquest ideal per a la civilització occidental de la manera següent:
| « | A més a més, la forma més sublim d'obediència no és aquella que es ret a una llei constant i obligatòria, sinó l'obediència de qui ha estat convençut o se sotmet de bon grat a una ordre rebuda […] El nom d'aquell que va al davant de les hosts del cel és "Fidel i Veraç" […] i totes les gestes fetes en aliança amb aquestes hosts […] són fonamentalment actes de fe, que, per tant, […] és la font i alhora la substància de totes les gestes conegudes, dignes d'aquest nom […] tal com diu l'última paraula de la successió de paraules més noble mai pronunciada, que jo sàpiga, per un home senzill en relació amb la seva pràctica, essent [l'epitafi en grec] l'últim testimoni dels líders d'una gran nació pràctica […] | » |
| — | |   |

Ciceró recull una versió en llatí de l'epigrama en les seves Tusculanes:
| « | Dic, hospes, Spartae nos te hic vidisse iacentes dum sanctis patriae legibus obsequimur. | Estranger, digues a Esparta que ens has vist jaient aquí, obeint les lleis sagrades de la pàtria. | » |

A l'escena de la batalla hi ha un monument de Vassos Falireas a Leònides. Es tracta d'una estàtua de bronze del rei d'Esparta. El pedestal diu simplement: «Molon labé». Una mètopa mostra escenes de la batalla. A banda i banda del monument hi ha dues estàtues de marbre.

### Llegendes

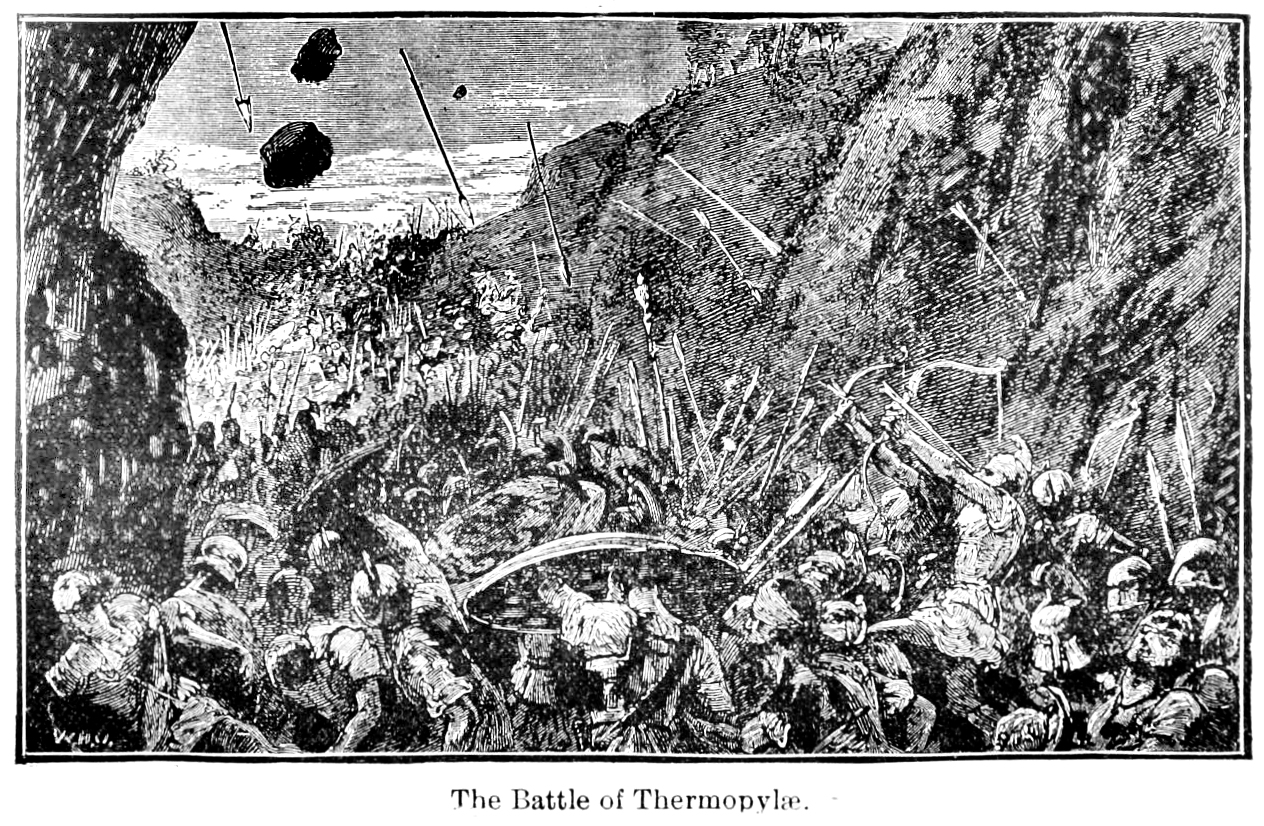
La batalla de les Termòpiles, gravat del

El relat d'Heròdot inclou un gran nombre d'anècdotes i esdeveniments probablement inventats que formen part integral de la llegenda i sovint exemplifiquen el discurs (i l'enginy) lacònic dels espartans.
Es diu que, en arribar a les Termòpiles, els perses enviaren un explorador a cavall per reconèixer el terreny. Els grecs el deixaren acostar-se al campament, observar-los i tornar per on havia vingut sense entrebancs. Quan fou informat de la mida del destacament grec i del comportament dels espartans, que es dedicaven a fer exercici i pentinar-se la cabellera, Xerxes ho trobà completament ridícul. Feu venir Demarat, un rei espartà exiliat que formava part del seu seguici, que li digué que els espartans es preparaven per a la batalla i que tenien el costum d'engalanar-se el cap quan estaven a punt de jugar-se la vida. Referint-s'hi com a «els guerrers més valents de Grècia», advertí Xerxes que tenien la intenció de barrar-li el pas. Insistí que havia intentat avisar-lo abans de començar la campanya, però el rei dels reis no se l'havia volgut creure, tot afegint que, si Xerxes aconseguia sotmetre els espartans, «no quedarà cap altre poble que s'alci en armes contra [vós]».
Heròdot també descriu la interacció entre Leònides i un emissari persa. L'ambaixador li digué que Xerxes li oferiria ser rei de tota Grècia si li feia costat. L'espartà respongué: «Si tinguéssiu coneixement de les coses nobles de la vida, no cobejaríeu les possessions dels altres; prefereixo morir per Grècia que ser el monarca de la gent de la meva raça». Pujant de to, l'ambaixador li exigí que lliurés les armes. Fou en aquest moment que Leònides pronuncià les famoses paraules «Molon labé».
No hi ha cap dubte que aquesta valentia lacònica contribuí a mantenir la moral. Heròdot escriu que quan Dièneces, un soldat espartà, sentí que els perses disparaven tantes fletxes que «tapaven el sol», digué que era una bona notícia perquè així lluitarien a l'ombra.
Després de la batalla, encuriosit pel comportament dels grecs, Xerxes feu portar uns desertors arcadis davant seu. Els arcadis li explicaren que en aquells moments la majoria dels grecs participaven en els Jocs Olímpics. Quan el persa que els interrogava els preguntà quin era el premi per al guanyador, li contestaren que era «una corona d'olivera». En sentir-ho, Tigranes, un general persa, exclamà: «Renoi, Mardoni, contra quina mena de gent ens has portat a lluitar, que no competeixen per diners, sinó per la glòria!».
En Dites de les dones d'Esparta, Plutarc relata que, quan Leònides es preparava per marxar, la seva muller, Gorgo, se li atansà per demanar-li què havia de fer si no tornava. El rei li respongué: «Casa't amb un home bo i tingues bons fills».

### Commemoracions
El 2020, Grècia posà en circulació dues monedes commemoratives per commemorar el 2.500è aniversari de la batalla de les Termòpiles. Una de les monedes, de 2 euros, presenta un casc grec antic a la cara nacional i les inscripcions «2.500è aniversari de la Batalla de les Termòpiles» i «República Hel·lènica». L'altra, de 10 euros, té un hoplita grec amb les paraules «Termòpiles — 480 aC» i «Leònides» a l'anvers i una representació de guerrers grecs combatent els perses al revers, en el qual apareix igualment l'escut de Grècia i les inscripcions «2.500è aniversari de la Batalla de les Termòpiles» i «República Hel·lènica».

## Analogies

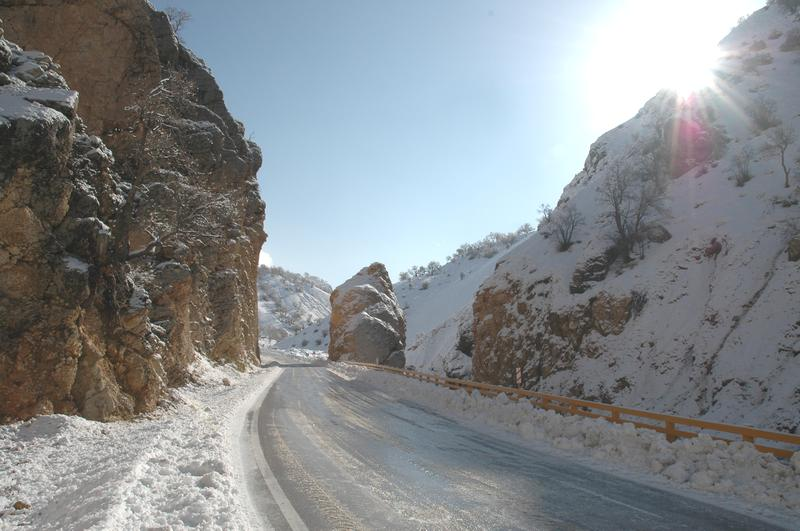
El pas estret de les Portes Perses

Les semblances entre la batalla de les Termòpiles i la batalla de les Portes Perses han estat reconegudes tant pels autors antics com pels moderns, que en parlen com una repetició de l'enfrontament amb els papers intercanviats. El 330 aC, en el transcurs de la seva campanya contra Pèrsia per venjar-se per la invasió persa de Grècia, Alexandre el Gran es trobà en una situació molt similar. Un escamot de soldats perses sota les ordres d'Ariobarzanes es feren forts en un pas estret prop de Persèpolis i li impediren el pas durant un mes, fins que els grecs trobaren un camí que permetia flanquejar-los. Fins i tot es diu que un pastor que vivia a la zona revelà a les forces d'Alexandre l'existència d'un camí secret que vorejava el pas. Curtius qualifica de «memorable» la resistència que oferiren els perses tot i estar envoltats i desarmats.

## Representacions en la ficció
El 1962 sortí la pel·lícula The 300 Spartans ('Els 300 espartans'), dirigida per Rudolph Maté. Estrenada en plena Guerra Freda, oferia un clar paral·lelisme entre els perses i la Unió Soviètica, enfrontats a la cultura occidental.
El 1998 es publicà 300, una novel·la gràfica escrita i dibuixada per Frank Miller i amb color de Lynn Varley, que narra la batalla des del punt de vista dels espartans. El 2007 s'estrenà una pel·lícula homònima de Zack Snyder basada en el còmic. Les dues versions són una adaptació molt lliure del relat d'Heròdot. Per exemple, els grecs lluiten mig despullats, els Immortals tenen una estètica que recorda els ninges i porten la cara coberta en comptes d'una llarga barba, els emissaris de Xerxes tenen trets africans i el traïdor Efialtes és un geperut deforme. Miller explicà en una conversa amb Will Eisner que el seu objectiu no era ser fidel a la realitat, sinó experimentar amb el format de l'obra.
El 1998 també sortí Gates of Fire ('Portes de Foc'), de Steven Pressfield, una novel·la de gran èxit internacional.
El 2006, el grup de power metal Sabaton llançà el disc The Last Stand amb la cançó Sparta!, que narra la batalla de les Termòpiles.